# حلف شمال الأطلسي
منظمة حلف شمال الأطلسي أو منظمة معاهدة شمال الأطلسي ويُعرف اختصاراً الناتو، هو تحالف عسكري دولي يتكون من 32 بلد عضو مستقل في جميع أنحاء أمريكا الشمالية وأوروبا، وتشارك 21 دولة أخرى في برنامج الشراكة من أجل السلام التابع لمنظمة حلف شمال الأطلسي، مع مشاركة 15 بلدا آخر في برامج الحوار المؤسسي. تأسس الحلف عام 1949م بناءً على معاهدة شمال الأطلسي الموقعة في واشنطن في 4 أبريل سنة 1949. يشكل حلف الناتو نظاما للدفاع الجماعي تتفق فيه الدول الأعضاء على الدفاع المتبادل رداً على أي هجوم من قبل أطراف خارجية. ثلاثة من أعضاء الناتو (الولايات المتحدة الأمريكية وفرنسا والمملكة المتحدة) هم أعضاء دائمين في مجلس الأمن الدولي يتمتعون بـ حق الفيتو وهم رسميا دول حائزة للأسلحة النووية. ويقع المقر الرئيسي لحلف الناتو في هارين، بروكسل، بلجيكا، في حين أن مقر عمليات قيادة حلف الناتو يقع بالقرب من مونس، بلجيكا.
كان حلف شمال الأطلسي ما يزال حديثا ولا يغدو كونه أكثر من منظمة سياسية إلى أن حلَّت الحرب الكوريَّة التي رفعت أعداد الدول الأعضاء في المنظمة. إذ حرَّكت تلك الحرب أعضاء هذا التنظيم، وتم بناء هيكل عسكري متكامل تحت إشراف اثنين من القادة الأمريكيين. وأدى مسار الحرب الباردة إلى التنافس مع أمم حلف وارسو، الذي شكل في عام 1955. ثارت الشكوك حول قوة العلاقة بين الدول الأوروبية والولايات المتحدة الأمريكية، إلى جانب الشكوك حول مصداقية دفاع حلف الناتو ضد الاحتلال السوفيتي المستقبلي، مما أدى إلى تطوير الردع النووي الفرنسي المستقل وانسحاب فرنسا من الهيكل العسكري لحلف الناتو في عام 1966 لمدة 30 عاما. بعد سقوط جدار برلين في ألمانيا في عام 1989، شاركت المنظمة في تفكك يوغوسلافيا، وأجرت أول تدخلاتها العسكرية في البوسنة من 1992 إلى 1995 ثم في وقت لاحق يوغوسلافيا في عام 1999. ومن الناحية السياسية، سعت المنظمة إلى تحسين العلاقات مع بلدان حلف وارسو السابقة، التي انضم العديد منها إلى التحالف في عامي 1999 و2004. وقد تم الاستعانة بالمنظمة، عن طريق المادة 5 من معاهدة الشمال الأطلسي، التي تطلب من الدول الأعضاء أن تأتي لمساعدة أي دولة عضو تخضع لهجوم مسلح، للمرة الأولى والوحيدة بعد أحداث الحادي عشر من سبتمبر، التي تم بعدها نشر القوات في أفغانستان تحت قيادة ايساف التابع للناتو في أفغانستان. وقد قامت المنظمة بشغل مجموعة من الأدوار الإضافية منذ ذلك الحين، بما في ذلك إرسال مدربين إلى العراق والمساعدة في عمليات مكافحة القرصنة وفي عام 2011 قام حلف الناتو بفرض منطقة حظر جوي فوق ليبيا وفقا لقرار مجلس الأمن التابع للأمم المتحدة رقم 1973. أمّا المادة 4 الأقل فعالية، التي تستشهد بالتشاور بين أعضاء حلف الناتو، فقد استند إليها خمس مرات: من قبل تركيا في عام 2003 على حرب العراق؛ مرتين في عام 2012 من قبل تركيا في الحرب الأهلية السورية، بعد إسقاط طائرة استطلاع تركية من طراز F-4 التركي، وبعد إطلاق قذيفة هاون على تركيا من سوريا في عام 2014 من قبل بولندا، بعد التدخل الروسي في شبه جزيرة القرم، ومرة أخرى من قبل تركيا في عام 2015 بعد تهديد الدولة الإسلامية في العراق والشام بسلامتها الإقليمية.
منذ تأسيسها، زادت الدول الأعضاء من 12 دولة أصلية إلى 30 دولة عضو. الدول الأعضاء الأخيرة التي أُضيفت إلى الحلف هي مقدونيا الشمالية في 27 مارس 2020 وفنلندا في أبريل 2023 في حلف شمال الأطلسي يعترف حاليا بالبوسنة والهرسك وجورجيا كأعضاء طموحين. وفي 7 مارس 2024 أصبحت السويد العضو 32 في حلف الناتو مع تسليمها وثائق الانضمام خلال مراسم في واشنطن وبانضمامها للناتو أنهت ستوكهولم حياد 200 سنة وعدم الانحياز العسكري وعامين من المفاوضات.25 يونيو 2025 — في قمة حلف شمال الأطلسي (الناتو) المنعقدة في لاهاي، وافق قادة الدول الأعضاء على رفع الإنفاق الدفاعي إلى 5% من الناتج المحلي الإجمالي بحلول عام 2035.

## التاريخ

### البدايات

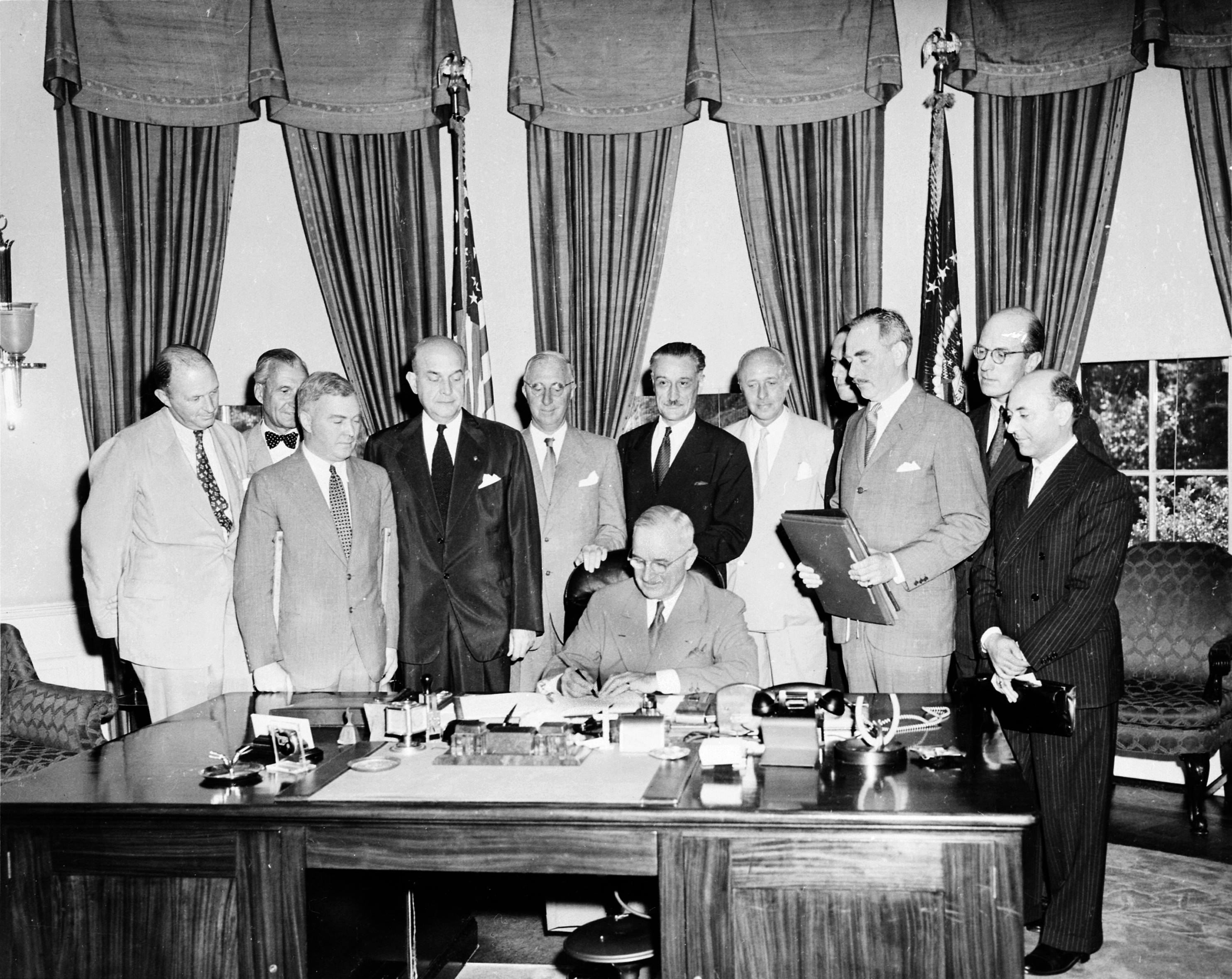
وقع على معاهدة شمال الأطلسي الرئيس هاري ترومان في واشنطن العاصمة في 4 نيسان / أبريل 1949 وصادقت عليها الولايات المتحدة في آب/أغسطس 1949

كانت معاهدة بروكسل معاهدة دفاع متبادل ضد التهديد السوفيتي في بداية الحرب الباردة. وفي 17 آذار / مارس 1948 وِقِعَت المعاهدة من قبل بلجيكا وهولندا ولوكسمبورغ وفرنسا والمملكة المتحدة. وكان ذلك بمثابة تقدم لحلف شمال الأطلسي. أصبح التهديد السوفيتي مباشرا مع حصار برلين في عام 1948، مما أدى إلى إنشاء منظمة اتحاد أوروبا الغربية في سبتمبر 1948. ومع ذلك، كانت الأطراف ضعيفة جدا عسكريا لمواجهة القوة العسكرية للاتحاد السوفيتي. هذا بالإضافة إلى انقلاب تشيكوسلوفاكيا 1948 من قبل الشيوعيين الذي أطاح بالحكومة الديمقراطية، وأكد وزير الخارجية البريطاني إرنست بفين أن أفضل طريقة لمنع انقلاب آخر هي تطوير إستراتيجية عسكرية غربية مشتركة. وافقته الولايات المتحدة في هذا، خاصة بالنظر للقلق الأمريكي حول إيطاليا (والحزب الشيوعي الإيطالي).
في عام 1948، التقى القادة الأوروبيون مع مسؤولي دفاع وعسكريين ودبلوماسيين في البنتاغون، بناء على أوامر وزير الخارجية الأمريكي جورج سي مارشال. وأسفرت المحادثات من أجل تحالف عسكري جديد عن توقيع معاهدة حلف شمال الأطلسي، التي وقعها الرئيس الأمريكي هاري ترومان في واشنطن العاصمة في 4 نيسان / أبريل 1949. وقد شملت المعاهدة الخماسية لدول بروكسل بالإضافة إلى الولايات المتحدة وكندا والبرتغال وإيطاليا والنرويج والدانمرك وايسلندا. وقد ذكر الأمين العام الأول للناتو، اللورد إسماي في عام 1949 أن هدف المنظمة هو «إبقاء الروس خارجا، والأمريكيين داخلا، وإسقاط الألمان». ولم يكن التأييد الشعبي للمعاهدة إجماعيا، وشارك بعض الأيسلنديين في أعمال شغب مؤيدة للحياد ومناهضة للعضوية في آذار/مارس 1949. ويمكن النظر إلى إنشاء منظمة حلف شمال الأطلسي باعتبارها النتيجة المؤسسية الرئيسية لمدرسة الفكر المسماة الاطلسية والتي شددت على أهمية التعاون الأطلسي.
إتفق الأعضاء على أن الهجوم المسلح على أي منهم في أوروبا أو أمريكا الشمالية سيعتبر هجوما ضدهم جميعا. وبناءاً على ذلك، إتفقوا على أنه في حال وقوع هجوم مسلّح، فإن كلاً منهم، ممارسة منه للحق في الدفاع الفردي أو الجماعي عن النفس بما من شأنه أن يساعد العضو الذي يتعرض للهجوم، أن يتخذ ما يراه ضرورياً من إجراءات، بما في ذلك استخدام القوة المسلحة، لإستعادة أمن منطقة ولا تشترط المعاهدة على الأعضاء الرد بإجراءات عسكرية ضد المعتدي. وعلى الرغم من إنهم مُلزَمون بالرد، فإنهم يحافظون على حرية اختيار الطريقة التي يفعلون بها ذلك. وهذا يختلف عن المادة الرابعة من معاهدة بروكسل، التي تنص بوضوح على أن الرد سيكون عسكريا بطبيعته. ومع ذلك، يفترض إن أعضاء الناتو سيساعدون العضو المعتدى عليه عسكريا. وقد تم توضيح المعاهدة فيما بعد لتشمل كلاً من أقاليم العضو و«سفنه أو قواته أو طائراته» فوق مدار السرطان، بما في ذلك بعض أقاليم ما وراء البحار الفرنسية.
وقد أدى إنشاء الناتو إلى توحيد بعض المصطلحات والإجراءات والتكنولوجيا العسكرية المتحالفة التي تعني في كثير من الحالات البلدان الأوروبية التي تتبنّى ممارسات أمريكية. كما تم توحيد الإشارات الخاصة بتنظيم الطائرات، بحيث يمكن لأي طائرة تابعة لحلف شمال الأطلسي أن تهبط في أي قاعدة من قواعد الناتو. وقد قطعت معايير أخرى مثل الابجدية الصوتية لمنظمة حلف شمال الأطلسي طريقها إلى خارج الحلف لاستخدامها من قبل المدنيين.

### الحرب الباردة
كان إندلاع الحرب الكورية سنة 1950 حدث هام بالنسبة لمنظمة الناتو، لأنها رفعت من درجة الخطر (إذ كان يشتبه أن تكون كل الدول الاشتراكية تعمل معاً) وأرغم التحالف على تطوير خطط عسكرية متقنة. عقد مؤتمر لشبونة عام 1952، سعياً لتزويد القوى اللازمة لخطة الناتو الدفاعية طويلة المدى، وتمت الدعوة إلى التوسع إلى 96 فرع. لكن تم إسقاط هذا المطلب في السنة اللاحقة إلى 35 فرع فحسب مع استخدام أكبر للأسلحة النووية. وفي الوقت الحالي، يمكن لحلف الناتو أن يدعو إلى حوالي خمس عشرة فرقة جاهزة في أوروبا الوسطى، وعشرة آخرين في إيطاليا وإسكندنافيا. في لشبونة أيضً، أُنشِئ منصب الأمين العام لمنظمة حلف شمال الأطلسي بوصفه الرئيس المدني للمنظمة، وعُين اللورد إسماي في النهاية في المنصب.

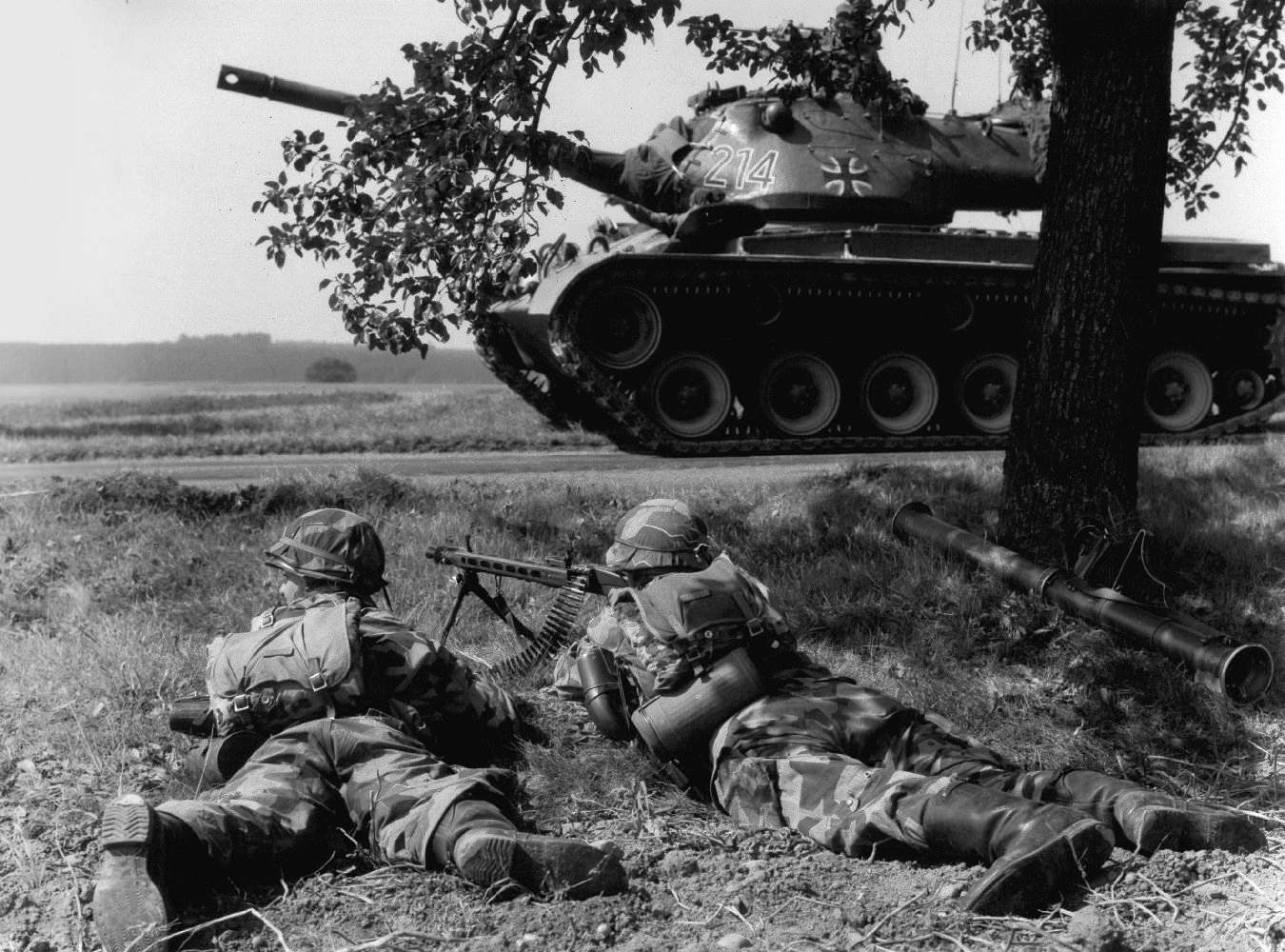
صورة توضح دبابة ألمانية وجنود ألمان. حيث قدم الجيش الألماني أكبر عنصر من عناصر القوات البرية المتحالفة التي تحرس الحدود في وسط أوروبا.

وفي أيلول/سبتمبر 1952، بدأت المناورات البحرية الرئيسية الأولى لمنظمة حلف شمال الأطلسي؛ وجمعت المناورات 200 من السفن وأكثر من 50,000 موظفا للتدريب على الدفاع عن الدنمارك والنرويج. كما انضمت اليونان وتركيا إلى التحالف في 1952، مما فرض سلسلة من المفاوضات المثيرة للجدل، كانت فيها الولايات المتحدة وبريطانيا المتنازعين الرئيسيين حول كيفية إدخال البلدين في هيكل القيادة العسكرية. وفي الوقت الذي كان يجري فيه هذا الاستعداد العسكري العلني، فإن ترتيبات البقاء الخفية التي اتخذها اتحاد أوروبا الغربية في البداية لمواصلة المقاومة بعد الغزو السوفيتي الناجح، بما في ذلك عملية غلاديو، قد نقلت إلى سيطرة الناتو. وفي نهاية المطاف، بدأت السندات غير الرسمية تنمو بين القوات المسلحة لحلف شمال الأطلسي، مثل رابطة نمور الناتو والمسابقات مثل كأس الجيش الكندي لمدفعية الدبابات.
اقترح الاتحاد السوفيتي عام 1954 أن ينضم إلى منظمة حلف شمال الأطلسي للحفاظ على السلام في أوروبا. ورفضت بلدان الناتو هذا الاقتراح في نهاية المطاف خشية أن يكون دافع الاتحاد السوفيتي هو إضعاف التحالف.
وفي 17 كانون الأول/ديسمبر 1954، وافق مجلس شمال الأطلسي على الوثيقة النموذجية 48، التي تمثل الورقة الرئيسية في تطور الفكرة النووية للناتو. وأكدت المنظمة إن الناتو سيتعين عليه استخدام الأسلحة الذرية منذ بداية الحرب مع الاتحاد السوفييتي سواء اختار السوفييت استخدامها أولاً أم لا. وقد أُعطي ذلك المركز نفس الامتيازات المتعلقة بالاستخدام التلقائي للأسلحة النووية.
وقد وصف هالفارد لانج، وزير خارجية النرويج في ذلك الوقت، دمج ألمانيا الغربية في المنظمة في 9 أيار/مايو 1955 بأنه «نقطة تحول حاسمة في تاريخ قارتنا». ومن الأسباب الرئيسية لانضمام ألمانيا إلى التحالف أنه لولا القوى المسلحة الألمانية لكان من المستحيل أن تكون هناك قوات كافية لمقاومة الغزو السوفيتي. كانت إحدى النتائج المباشرة إنشاء ميثاق وارسو، الذي وقعه في 14 أيار/مايو 1955 الاتحاد السوفييتي، وهنغاريا، وتشيكوسلوفاكيا، وبولندا، وبلغاريا، ورومانيا، وألبانيا، وألمانيا الشرقية، كرد رسمي على هذا الحدث، الذي ميز الجانبين المتعارضين في الحرب الباردة.

### الانسحاب الفرنسي

خريطة القواعد الجوية لمنظمة حلف شمال الأطلسي في فرنسا قبل انسحاب شارل ديغول عام 1966 من قيادة الناتو العسكرية المتكاملة.

اهتزت وحدة الناتو في وقت مبكر من تاريخها بسبب أزمة وقعت خلال فترة رئاسة شارل ديغول لفرنسا. واحتج ديغول على الدور القوي الذي تقوم به الولايات المتحدة في المنظمة وما اعتبره علاقة خاصة بينها وبين المملكة المتحدة. وفي مذكرة أُرسلت إلى الرئيس دوايت أيزنهاور ورئيس الوزراء هارولد ماكميلان في 17 أيلول/سبتمبر 1958، دعا إلى إنشاء مديرية ثلاثية الابعاد تضع فرنسا على قدم المساواة مع الولايات المتحدة وبريطانيا. وبالنظر إلى الرد غير المرض، بدأ ديغول في بناء قوة دفاع مستقلة لبلده. وأراد أن يعطي فرنسا، في حالة توغل ألمانيا الشرقية في ألمانيا الغربية، خيار التوصل إلى سلام منفصل مع الكتلة الشرقية بدلا من الدخول في حرب أكبر. وفي شباط/فبراير 1959، سحبت فرنسا أسطولها من قيادة منظمة حلف شمال الأطلسي، وحظرت في وقت لاحق وضع أسلحة نووية أجنبية على الأراضي الفرنسية. وقد أدى ذلك بالولايات المتحدة إلى نقل 200 طائرة عسكرية من فرنسا وإعادة السيطرة على قواعد القوات الجوية التي كانت تعمل في فرنسا منذ 1950 إلى القوات الفرنسية في عام 1967. وعلى الرغم من أن فرنسا أظهرت تضامنها مع بقية حلف شمال الأطلسي خلال أزمة الصواريخ الكوبية في عام 1962، واصل ديغول سعيه للحصول على دفاع مستقل عن طريق إزالة أساطيل فرنسا الأطلسية والقناتية من قيادة الناتو. وفي عام 1966، تمت إزالة جميع القوات المسلحة الفرنسية من القيادة العسكرية للناتو، وطلب من جميع قوات الناتو غير الفرنسية مغادرة فرنسا. وقد نقل عن وزير الخارجية الأمريكي دين روسك في وقت لاحق بأنه يسأل ديغول ما إذا كان أمره يتضمن «جثث الجنود الأمريكيين المدفونة في مقابر فرنسا؟» ظلت فرنسا عضوا في التحالف، وإلتزمت بالدفاع عن أوروبا في حال هجوم حلف وارسو، مع قواتها المتمركزة في جمهورية ألمانيا الاتحادية طوال الحرب الباردة. وكان هناك سلسلة من الاتفاقات السرية بين المسؤولين الأميركيين والفرنسيين، إتفاقات ليمنيتزر-إيليريت، توضح بالتفصيل كيفية انسجام القوات الفرنسية في هيكل قيادة الناتو في حال إندلاع الأعمال العدائية بين الشرق والغرب. أعلنت فرنسا عودتها للمشاركة الكاملة في قمة ستراسبورغ - كيهل عام 2009.

### الانفراج والتصعيد

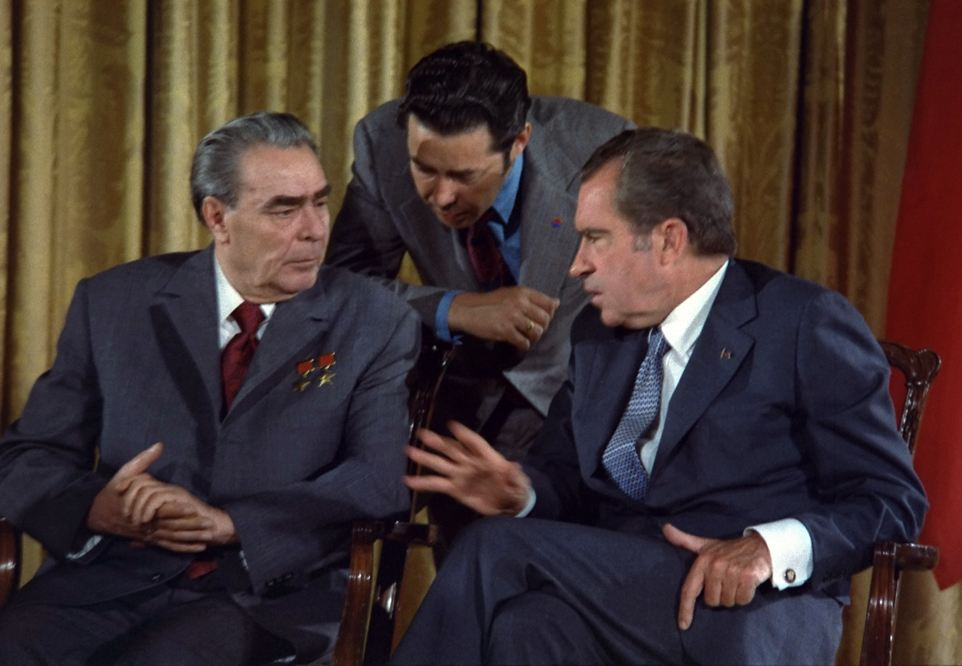
أدى الانفراج إلى عقد العديد من الاجتماعات رفيعة المستوى بين قادة كل من حلف شمال الأطلسي واتفاق وارسو.

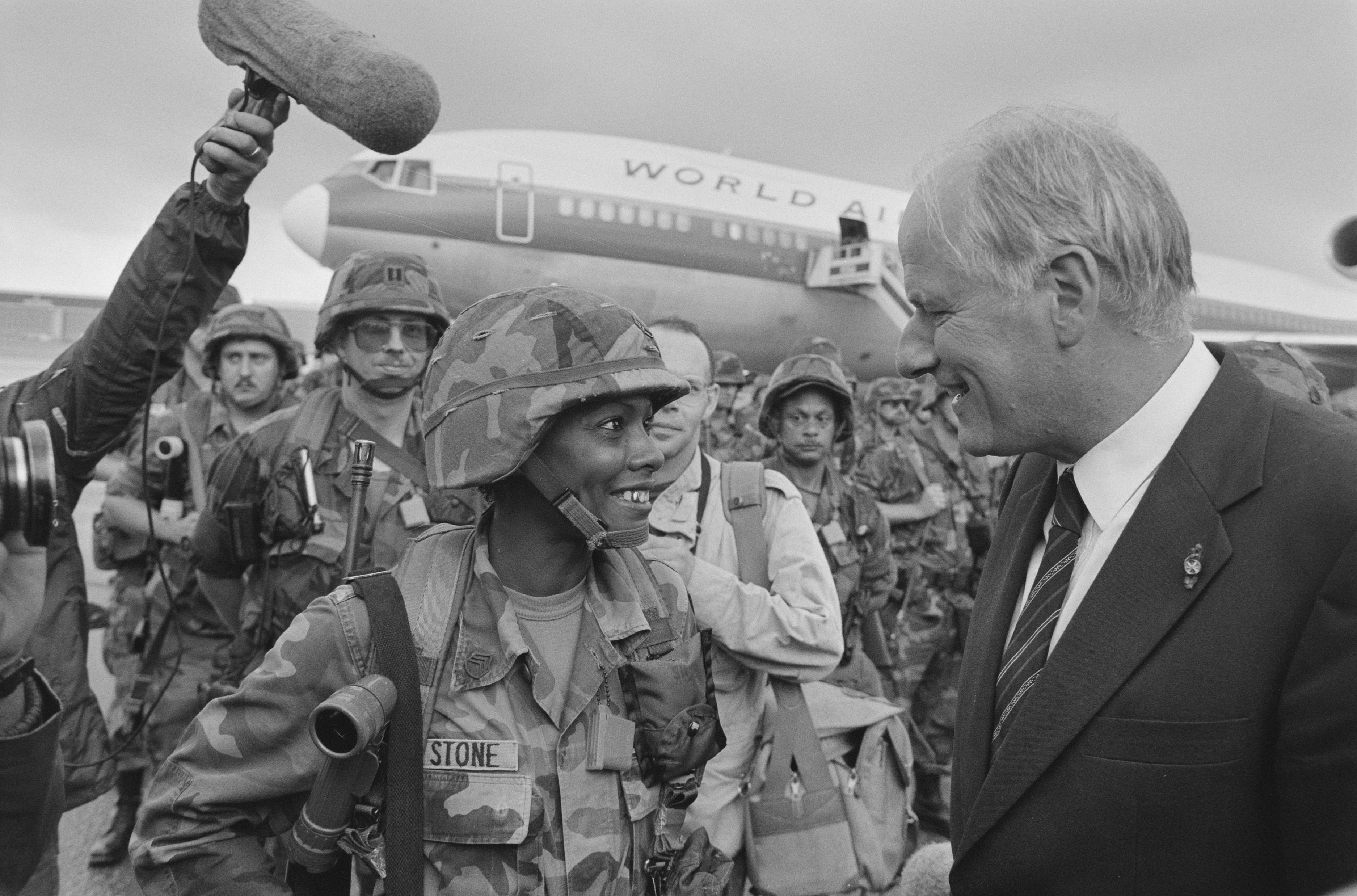
وزير الدفاع الهولندي فيم فان إيكيلن وهو يحي مجموعة من الجنود الأمريكيين القادمين الذي نُشِروا في قواعد حلف شمال الأطلسي (1987).

خلال الحرب الباردة، كانت معظم أوروبا منقسمة بين تحالفين. يظهر أعضاء منظمة حلف شمال الأطلسي باللون الأزرق، وأعضاء حلف وارسو باللون الأحمر، والبلدان غير المنتسبة باللون الرمادي. وعلى الرغم من إن يوغوسلافيا كانت شيوعية، فقد غادرت المجال السوفيتي في 1948، بينما كانت ألبانيا عضوا في حلف وارسو فقط حتى 1968.

خلال معظم فترة الحرب الباردة، لم تؤد المراقبة التي قامت بها منظمة حلف شمال الأطلسي ضد الاتحاد السوفيتي وإتفاق وارسو إلى أي عمل عسكري مباشر. وفي 1 تموز/يوليو 1968، فتح باب التوقيع على معاهدة عدم انتشار الاسلحة النووية. احتجت منظمة حلف شمال الأطلسي بأن ترتيباتها المتعلقة بالمشاركة النووية لا تنتهك المعاهدة لأن القوات الأمريكية تسيطر على الأسلحة إلى حين اتخاذ قرار بالذهاب إلى الحرب. ولم يعرف سوى عدد قليل من الدول عن ترتيبات المشاركة النووية لمنظمة حلف شمال الأطلسي في ذلك الوقت، ولم يطعن أحد فيها. وفي أيار/مايو 1978، حددت بلدان الناتو رسميا هدفين متكاملين للتحالف، وهما الحفاظ على الأمن والسعي إلى تحقيق الانفراج.
وفي 12 كانون الأول/ديسمبر 1979، وفي ضوء تعزيز القدرات النووية لحلف وارسو في أوروبا، وافق الوزراء على نشر القذائف الانسيابية الأمريكية والأسلحة النووية في الساحة الثانية في أوروبا. وكان القصد من الرؤوس الحربية الجديدة أيضا تعزيز الموقف التفاوضي الغربي فيما يتعلق بنزع السلاح النووي. وكانت هذه السياسة تسمى سياسة المسار المزدوج. وبالمثل، في الفترة من 1983 إلى 1984، قامت منظمة حلف شمال الأطلسي، استجابة منها لوضع قذائف متوسطة المدى من طراز SS-20 في أوروبا، بنشر قذائف «بيرشينغ 2» الحديثة التي كلفت بضرب أهداف عسكرية في حالة الحرب. وقد أدى هذا العمل إلى احتجاجات من حركة السلام في جميع انحاء أوروبا الغربية.
بقيت عضوية المنظمة في هذا الوقت مستقرة إلى حد كبير. وفي 1974، ونتيجة للغزو التركي لقبرص، سحبت اليونان قواتها من هيكل القيادة العسكرية لمنظمة حلف شمال الأطلسي، ولكن، وبتعاون تركي، أعيد قبولها في 1980. ولم تتدخل منظمة الحلف الأطلسي خلال حرب الفوكلاند بين المملكة المتحدة والأرجنتين لان المادة 6 من معاهدة شمال الأطلسي تنص على أن الدفاع الجماعي عن النفس لا ينطبق إلا على الهجمات التي تستهدف الأراضي التابعة للدول الأعضاء الواقعة شمال مدار السرطان. في 30 أيار/مايو 1982، اكتسب حلف شمال الأطلسي عضوا جديدا عندما إنضمت إسبانيا الديمقراطية الحديثة إلى التحالف؛ وقد أُكدت عضوية إسبانيا بإستفتاء أُجري في 1986. وفي ذروة الحرب الباردة، حافظت 16 دولة عضوا على قوة تقريبية قوامها 5,252,800 عسكريا نشطا، في اطار هيكل قيادي بلغ 78 مقرا، وتم تنظيمه في أربعة مستويات.

### ما بعد الحرب الباردة
أدت ثورات 1989 وتفكك حلف وارسو في عام 1991 إلى أزالة الخصم الرئيسي الفعلي لمنظمة حلف شمال الأطلسي، وأدت إلى إعادة تقييم إستراتيجية غرض الناتو وطبيعته ومهامه. وقد بدأ هذا التحول بالتوقيع في باريس على معاهدة القوات المسلحة التقليدية في أوروبا بين الناتو والاتحاد السوفيتي، والتي نصت على إجراء تخفيضات عسكرية محددة في جميع انحاء القارة استمرت بعد تفكك الاتحاد السوفيتي في كانون الأول/ديسمبر 1991. وفي ذلك الوقت، إستأثرت الدول الأوروبية بنسبة 34 في المائة من الإنفاق العسكري للناتو؛ وبحلول 2012، انخفض هذا المعدل إلى 21 في المائة. وبدأت منظمة حلف شمال الأطلسي أيضا توسعا تدريجيا ليشمل الدول المستقلة حديثا في أوروبا الوسطى والشرقية، ووسعت أنشطتها لتشمل الحالات السياسية والإنسانية التي لم تكن في السابق من شواغل الناتو.
وجاء التوسع الأول للناتو بعد الحرب الباردة مع إعادة توحيد ألمانيا في 3 تشرين الأول/أكتوبر 1990، عندما أصبحت المنطقة الشرقية السابقة جزءا من جمهورية ألمانيا الاتحادية والتحالف. وقد تم الاتفاق على ذلك في معاهدة الاثنين زائد أربعة في وقت سابق من العام. ولضمان موافقة الاتحاد السوفيتي على بقاء ألمانيا موحدة في الناتو، تم الاتفاق على أن القوات الأجنبية والأسلحة النووية لن تتمركز في الشرق، وإن هناك آراء متباينة حول ما إذا كان المتفاوضون قد تعهدوا بالتزامات تتعلق بزيادة توسيع الناتو في الشرق.

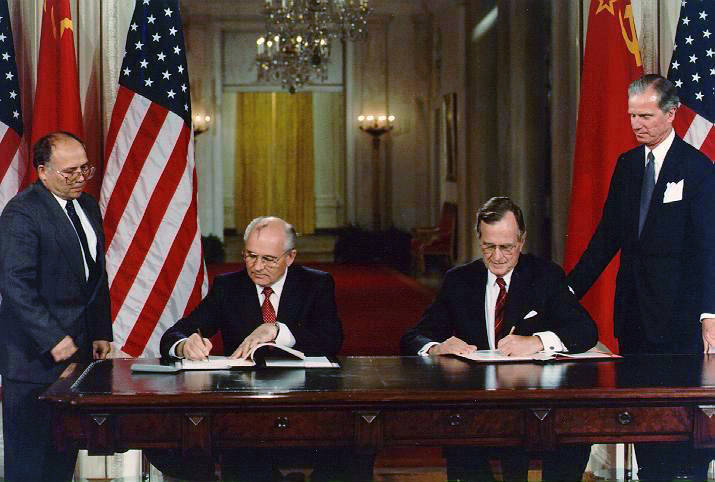
أدت الإصلاحات التي أجريت تحت إشراف ميخائيل غورباتشوف إلى نهاية ميثاق وارسو.

وقال جاك ماتلوك السفير الأمريكي لدى الاتحاد السوفيتي خلال السنوات الأخيرة إن الغرب أعطى «التزامًا واضحًا» بعدم التوسع، وإن الوثائق السرية تشير إلى أن المفاوضين السوفيات أُعطيوا إنطباعا بان عضوية الناتو كانت خارج الطاولة لبعض البلدان مثل تشيكوسلوفاكيا، هنغاريا أوبولندا.
وقال هانز ديتريش غينشر وزير خارجية ألمانيا الغربية في ذلك الوقت في محادثة مع إدوارد شيفردنادزه إن «هناك شيء واحد مؤكد وهو إن حلف الناتو لن يتوسع إلى الشرق». كتب غورباتشيف في عام 1966 في مذكراته انه «خلال المفاوضات حول توحيد ألمانيا أعطوا تأكيدات إن حلف شمال الأطلسي لن يمدد منطقة عملياته إلى الشرق». وقد كرر هذا الرأي في مقابلة في عام 2008. وكجزء من إعادة الهيكلة في فترة ما بعد الحرب الباردة، تم تخفيض الهيكل العسكري للناتو وإعادة تنظيمه، مع إنشاء قوات جديدة مثل فيلق الرد السريع التابع لقيادة الحلفاء في المقر الأوروبي. وقد تم الاعتراف بالتغييرات التي أحدثها انهيار الاتحاد السوفيتي على التوازن العسكري في أوروبا في المعاهدة المعدلة للقوات المسلحة التقليدية في أوروبا، والتي تم التوقيع عليها في 1999. وأسفرت سياسات الرئيس الفرنسي نيكولا ساركوزي عن إصلاح كبير في الموقف العسكري لفرنسا، توج بعودة العضوية الكاملة في 4 نيسان/أبريل 2009، التي شملت أيضا انضمام فرنسا إلى هيكل القيادة العسكرية لمنظمة حلف شمال الأطلسي، مع المحافظة على رادع نووي مستقل.

### التوسيع والإصلاح

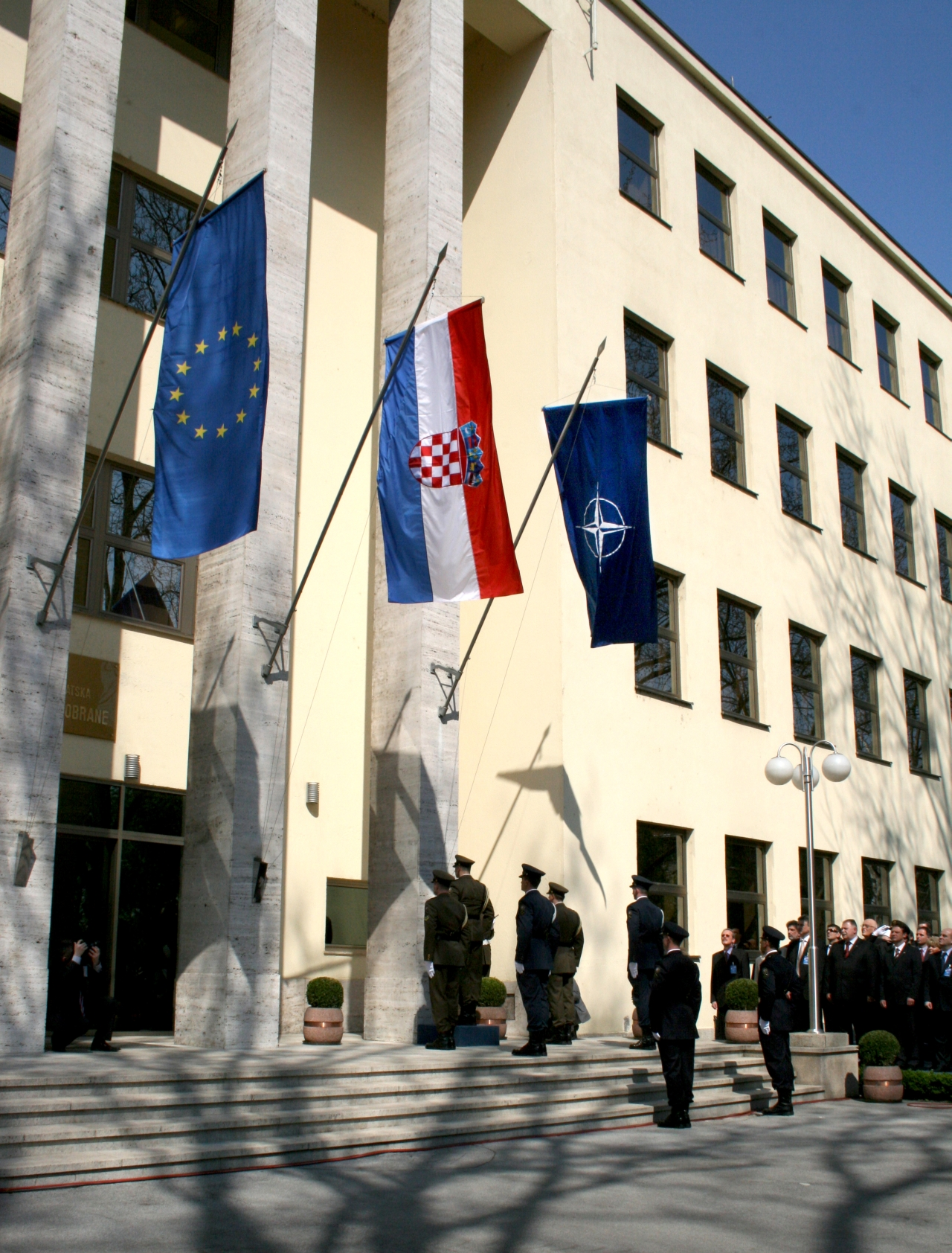
رفع علم الناتو في حفل أقيم بمناسبه انضمام كرواتيا إلى التحالف في 2009.

وفي الفترة بين 1994 و1997، أنشئت محافل أوسع للتعاون الإقليمي بين الناتو وجيرانه، مثل الشراكة من أجل السلام، ومبادرة الحوار المتوسطي، ومجلس الشراكة الأوروبية الأطلسية. وفي 1998، أنشئ المجلس المشترك الدائم بين منظمة حلف شمال الأطلسي وروسيا. وفي 8 تموز/يوليو 1997، وجهت الدعوة إلى ثلاثة بلدان شيوعية سابقة، هي الجمهورية التشيكية وبولندا وهنغاريا، للانضمام إلى الحلف، حيث انظمّ كل منها في 1999. واستمرت العضوية في التوسع بانضمام سبعة بلدان أخرى من أوروبا الوسطى والشرقية إلى منظمة حلف شمال الأطلسي، هذه الدول هي: إستونيا، ولاتفيا، وليتوانيا، وسلوفينيا، وسلوفاكيا، وبلغاريا، ورومانيا. دُعيَت هذه الدول أول مرة إلى بدء محادثات العضوية خلال قمة براغ 2002، وانضمت إلى المنظمة في 29 آذار/مارس 2004، قبيل مؤتمر قمة إسطنبول. وفي ذلك الوقت انتقد العديد من القادة العسكريين والسياسيين والأكاديميين في الولايات الأمريكية القرار بأنه «خطأ سياسي ذو أبعاد تاريخية».
أنشئت هياكل جديدة للناتو في حين ألغيت أخرى قديمة. وفي 1997، توصلت منظمة حلف شمال الأطلسي إلى اتفاق بشان تخفيض كبير في هيكل قيادتها من 65 مقر قيادي إلى 20 فقط. وفي آذار/مارس 2004، بدأت أعمال الشرطة الجوية البلطيقية التابعة لمنظمة حلف شمال الأطلسي، والتي دعمت سيادة لاتفيا وليتوانيا وأستونيا بتوفيرها مقاتلات نفاثة للرد على أية اقتحامات جوية غير مرغوب فيها. حيث وضع في ليتوانيا ثمانية مقاتلات متعددة الجنسيات. وفي 2004 أيضا في قمة إسطنبول، أطلق حلف الناتو مبادرة اسطنبول للتعاون مع أربع من دول الخليج العربي.
عقد مؤتمر قمة ريغا 2006 في ريغا، لاتفيا، وفيه سُلط الضوء على مسالة أمن الطاقة. وكانت أول قمة للناتو تعقد في بلد كان جزءا من الاتحاد السوفيتي. وفي القمة التي عقدت في نيسان/أبريل 2008 في بوخارست برومانيا، وافقت منظمة حلف شمال الأطلسي على انضمام كرواتيا وألبانيا، وانضم البلدان إلى الناتو في نيسان/أبريل 2009. وأُبلغت أوكرانيا وجورجيا أيضا بأنهما يمكن أن تصبحا عضوين في نهاية المطاف. وقد أثارت قضية العضوية لجورجيا وأوكرانيا في الناتو انتقادات قاسية من روسيا، وكذلك فعلت خطط الناتو لنظام الدفاع الصاروخي. وبدأت الدراسات المتعلقة بهذا النظام في 2002. وعلى الرغم من إن قادة الناتو قدموا تأكيدات بأن النظام لا يستهدف روسيا، فقد انتقده كلا الرئيسين فلاديمير بوتين وديمتري ميدفيديف باعتباره تهديدا. وفي عام 2009، اقترح الرئيس الأمريكي باراك أوباما استخدام نظام "Aegis Combat System"، على الرغم من إن هذه الخطة لا تزال تشمل محطات يجري بناؤها في تركيا واسبانيا والبرتغال ورومانيا وبولندا. وقال الناتو إنه سيحافظ على «الوضع الراهن» في الردع النووي في أوروبا من خلال تحسين قدرات الاستهداف للقنابل النووية «التكتيكية» B61 المتمركزة هناك ونشر مقاتلات لوكهيد مارتن إف-35 لايتنيغ الثانية سرياً.
وعقب قيام روسيا بضم القرم في 2014، التزمت منظمة حلف شمال الأطلسي بتشكيل قوة «طليعية» جديدة قوامها 5,000 جنديا في قواعد في استونيا وليتوانيا ولاتفيا وبولندا ورومانيا وبلغاريا. وفي قمة ويلز في عام 2014، أكد قادة الدول الأعضاء في الناتو مجددا تعهدهم بإنفاق ما يعادل 2 في المائة على الأقل من إجمالي منتجاتهم المحلية على الدفاع. وفي 2015، خمسة من أعضائها ال 28 حققوا ذلك الهدف. في 15 حزيران/يونيو 2016، اعتبرت الناتو الحرب الألكترونية أو حرب الإنترنت كمجال عملي للحرب، تماما مثل الأرض والبحر والحرب الجوية، مما يعني أن أي هجوم إلكتروني على أعضاء الحلف يمكن أن يثير المادة 5 من معاهدة شمال الأطلسي. وفي 5 حزيران/يونيو 2017 أصبح الجبل الأسود العضو التاسع والعشرين والأحدث في الناتو، وسط اعتراضات قوية من روسيا. وفي يوم الخميس 7 مارس 2024 أصبحت السويد العضو 32 في حلف الناتو مع تسليمها وثائق الانضمام خلال مراسم في واشنطن لتنهي بذلك عقدين من عدم الانحياز عقب الغزو الروسي لأوكرانيا.

## عمليات عسكرية

### العمليات المبكرة
لم تقم الناتو بأي عمليات عسكرية خلال الحرب الباردة. وعقب إنتهاء هذه الحرب، كانت العمليات الأولى،"Anchor Guard" في 1990، و"Ace Guard" في 1991، مدفوعة بالغزو العراقي للكويت. وأرسلت طائرات الإنذار المبكر المحمولة جوا لتوفير تغطية لجنوب شرق تركيا، بالإضافة لنشر قوة للرد السريع في المنطقة.

### تدخل البوسنة والهرسك

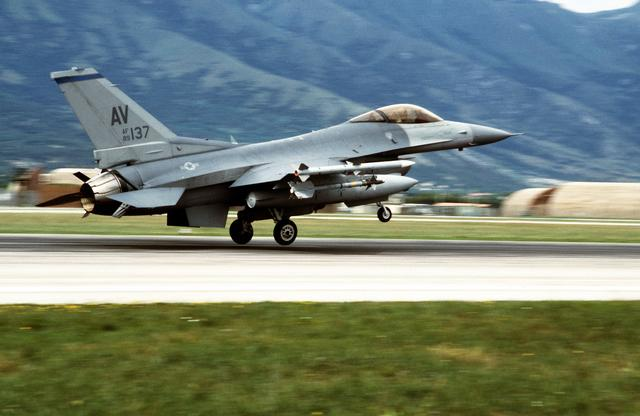
اشتبكت طائرات الناتو في عمليات قصف جوي إثناء عملية القوة المتعمدة بعد مذبحه سربرينيتسا.

بدأت حرب البوسنة والهرسك في 1992 نتيجة لتفكك يوغوسلافيا. وأدت الحالة المتدهورة إلى قرار مجلس الأمن التابع للأمم المتحدة 816 في 9 تشرين الأول/أكتوبر 1992، والذي أمر بإنشاء منطقة حظر جوي فوق وسط البوسنة والهرسك، والتي بدأ حلف شمال الأطلسي تنفيذها في 12 نيسان/أبريل 1993. وفي الفترة من حزيران/يونيو 1993 حتى تشرين الأول/أكتوبر 1996، أضافت عملية "sharp guard" حظر توريد الأسلحة وعقوبات مالية وتجارية ضد جمهورية يوغوسلافيا الاتحادية. وفي 28 شباط/فبراير 1994، اتخذ حلف شمال الأطلسي أول إجراء عملي له في زمن الحرب بإسقاطه أربع طائرات صربية وبوسنية منتهكة لمنطقة حظر الطيران.
وفي العاشر والحادي عشر من نيسان/أبريل 1994، خلال حرب البوسنة والهرسك، دعت قوة الحماية التابعة للأمم المتحدة إلى شن غارات جوية لحماية منطقة غورازده الآمنة، مما أدى إلى قصف مخفر للقيادة العسكرية الصربي-البوسني بالقرب من غورازده بواسطة طائرتين أمريكيتين من طراز اف-16 تعملان بتوجيه من الناتو. وأسفر ذلك عن أخذ 150 من موظفي الأمم المتحدة كرهائن في 14 نيسان / أبريل. وفي 16 نيسان/أبريل، أسقطت القوات الصربية طائرة بريتش ايروسبيس هارير البحر فوق غوردازة. وفي آب / أغسطس 1995، بدأت حملة قصف تابعة لمنظمة حلف شمال الأطلسي (الناتو)، مدتها أسبوعان، في آب / أغسطس 1995 ضد جيش جمهورية صرب البوسنة، بعد مذبحة سريبرينيتسا. وقد ساعدت الضربات الجوية التي شنتها منظمة حلف شمال الأطلسي في ذلك العام على إنهاء الحروب اليوغوسلافية، مما أسفر عن اتفاقية دايتون في تشرين الثاني/نوفمبر 1995. وكجزء من هذا الاتفاق، قامت منظمة حلف شمال الأطلسي بنشر قوة لحفظ السلام بتكليف من الأمم المتحدة، وذلك في اطار عملية مشتركة، المسماة IFOR. وقد انضمت قوات من دول غير أعضاء في منظمة حلف شمال الأطلسي في مهمة حفظ السلام هذه إلى حوالي 60,000 جنديا من قوات الناتو. وقد انتقل هذا الأمر إلى قوة تثبيت الاستقرار SFOR، التي بدأت بقوة 32,000 في البداية وامتدت من كانون الأول/ديسمبر 1996 حتى كانون الأول/ديسمبر 2004، عندما نقلت العمليات بعد ذلك إلى قوة الثيا التابعة للاتحاد الأوروبي. وفي أعقاب قيادة الدول الأعضاء فيها، بدأت منظمة حلف شمال الأطلسي بمنح وسام الخدمة، وسام الناتو، لهذه العمليات.

### تدخل كوسوفو

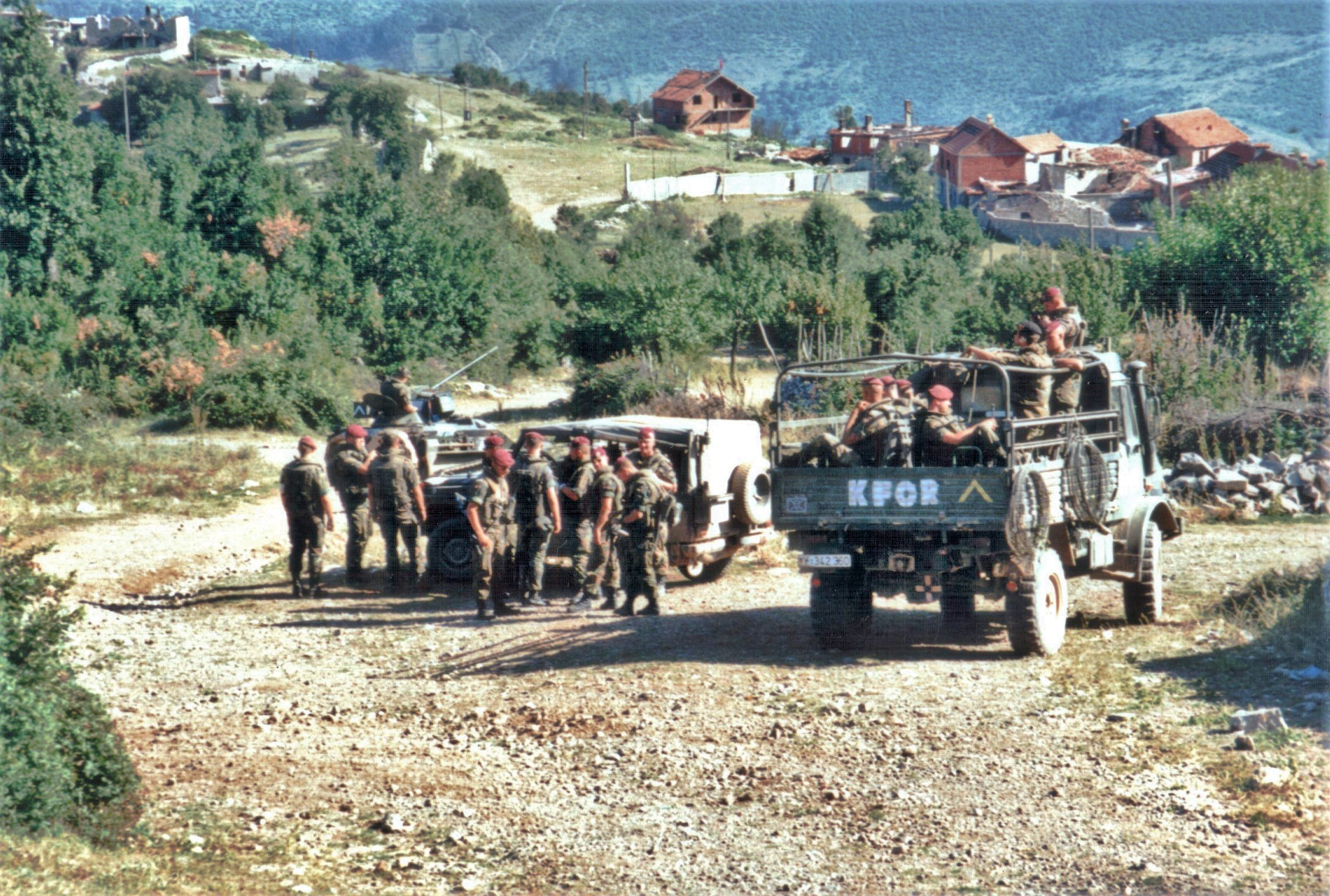
جنود ألمان يقومون بدوريات في جنوبى كوسوفو في عام 1999

في محاولة لوقف حملة سلوبودان ميلوسيفيتش التي يقودها الصرب ضد الانفصاليين من جيش تحرير كوسوفو والمدنيين الألبان في كوسوفو، أصدر مجلس الأمن التابع للأمم المتحدة القرار 1199 في 23 أيلول/سبتمبر 1998 للمطالبة بوقف إطلاق النار. وقد انهارت المفاوضات التي تجري بقيادة المبعوث الخاص الأمريكي ريتشارد هولبروك في 23 آذار/مارس 1999، حيث قام بتسليم المسألة إلى منظمة حلف شمال الأطلسي، التي بدأت حملة قصف استمرت 78 يوما في 24 آذار/مارس 1999. واستهدفت عملية القوة المتحالفة القدرات العسكرية لما كان آنذاك جمهورية يوغوسلافيا الاتحادية. وخلال الأزمة، قامت منظمة حلف شمال الأطلسي أيضا بنشر إحدى قوات الرد الدولية التابعة لها، وهي القوة المتنقلة (البرية)، في ألبانيا بوصفها القوة الألبانية، لإيصال المعونة الإنسانية إلى اللاجئين من كوسوفو.
وعلى الرغم من أن الحملة انتُقِدَت لارتفاع عدد الضحايا من المدنيين، بما في ذلك قصف السفارة الصينية في بلغراد، فقد قبل ميلوسفيتش أخيرا شروط خطة السلام الدولية في 3 حزيران/يونية 1999، وبذلك انتهت حرب كوسوفو. وفي 11 حزيران/يونيو، قبل ميلوسيفيتش كذلك قرار الأمم المتحدة 1244، حيث ساهمت المنظمة بعد ذلك على إنشاء قوة حفظ السلام التابعة لقوة كوسوفو. وقد فر ما يقرب من 1,000,000 لاجئ من كوسوفو. وفي آب-أيلول 2001، شن الحلف أيضا عملية لنزع سلاح الميليشيات الألبانية الإثنية في جمهورية مقدونيا. وحتى 1 كانون الأول / ديسمبر 2013، استمر 4882 جنديا من قوة كوسوفو، يمثلون 31 بلدا، بالعمل في المنطقة.
وعارضت الولايات المتحدة وبريطانيا ومعظم دول الناتو الجهود الرامية إلى مطالبة مجلس الأمن الدولي بالموافقة على الضربات العسكرية للناتو مثل العمليات ضد صربيا في 1999 بينما أعلنت فرنسا وبعض الدول الأخرى إن الحلف يحتاج إلى موافقة الأمم المتحدة. وزعم الجانب الأمريكي/البريطاني إن هذا سيقوض سلطة التحالف، وأشاروا إلى أن روسيا والصين ستمارسان حق النقض (الفيتو) في مجلس الأمن لمنع الضربات على يوغوسلافيا، ويمكن أن تفعلا نفس الشيء في الصراعات المستقبلية حيثما تدخل الناتو يكون مطلوبا، وبالتالي يبطل الفعالية والغرض الكاملين للمنظمة. واعترافا بالبيئة العسكرية التي أعقبت الحرب الباردة، اعتمدت منظمة حلف شمال الأطلسي المفهوم الإستراتيجي للتحالف خلال مؤتمر قمتها في واشنطن في نيسان/أبريل 1999 الذي أكد على منع الصراعات وأدارة ألازمات.

### الحرب في أفغانستان

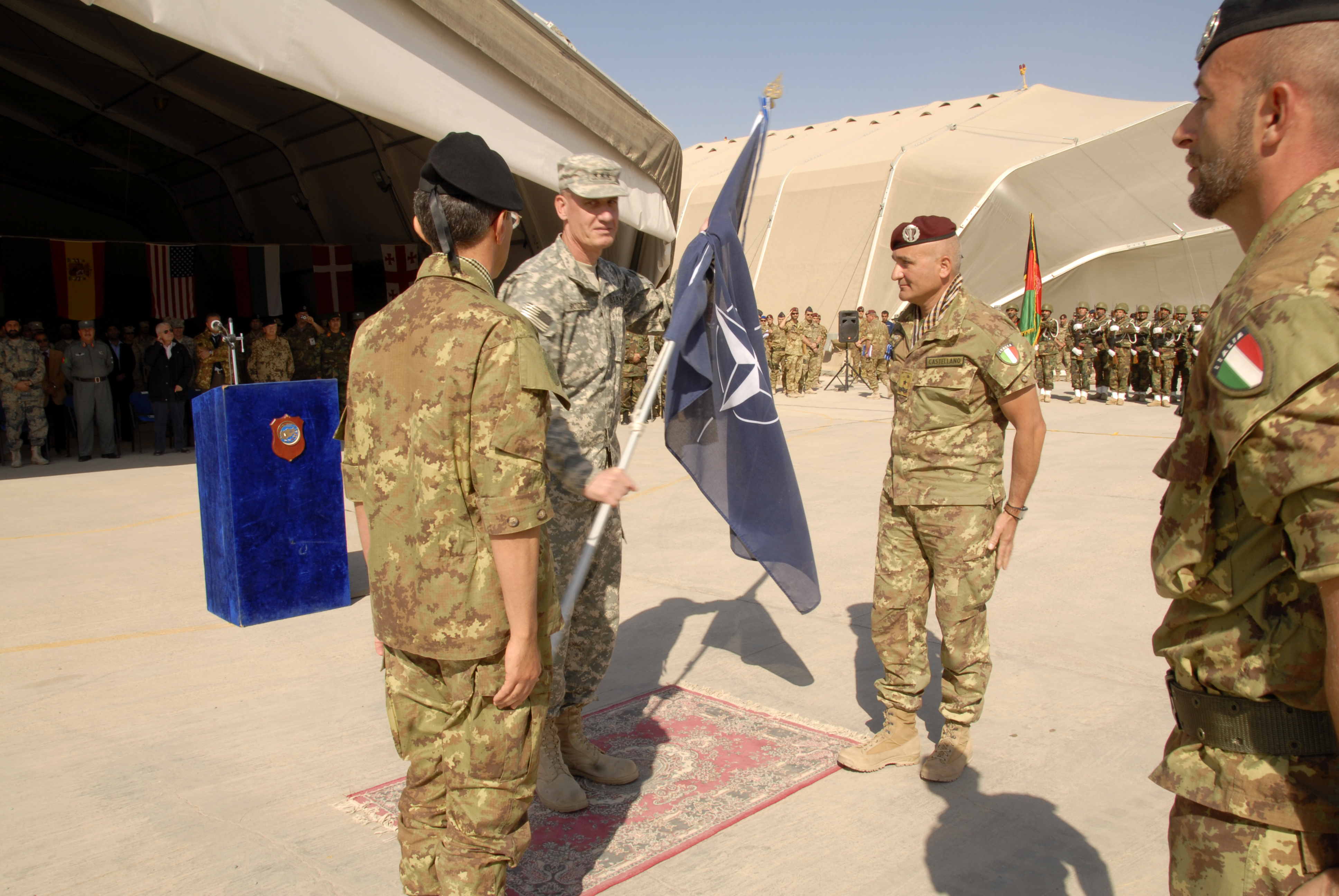
الجنرال دافيد م. رودريجز قائد (إيساف)في هراة.

أدت هجمات 11 سبتمبر في الولايات المتحدة إلى احتجاج المنظمة بالمادة 5 من ميثاق الناتو لأول مرة في تاريخها. وتنص المادة على أن الهجوم على أي عضو من أعضائها يعتبر هجوماً على الجميع. وتم تأكيد الاحتجاج في 4 تشرين الأول/أكتوبر 2001. وشملت الإجراءات الرسمية الثمانية التي اتخذها حلف الناتو ردا على الهجمات عملية "Eagle Assist" وعملية "Active Endeavour"، وهي عملية بحرية في البحر الأبيض المتوسط تهدف إلى منع حركة الإرهابيين أو أسلحة الدمار الشامل، كما تم كذلك تعزيز أمن النقل البحري عمومًا والذي بدأ في 4 تشرين الأول/أكتوبر 2001. وأظهر التحالف الوحدة.
في 16 نيسان/أبريل 2003، وافقت منظمة حلف شمال الأطلسي على تولي قيادة القوة الدولية للمساعدة الامنية (إيساف ISAF)، التي تضم قوات من 42 بلدا. جاء هذا القرار بناء على طلب ألمانيا وهولندا، وهما الدولتان اللتان كانتا تقودان إيساف وقت إبرام الاتفاق، ووافق عليه جميع سفراء الناتو التسعة عشر بالإجماع. وقد تم تسليم السيطرة إلى الناتو في 11 أب/أغسطس، وكانت هذه هي المرة الأولى في تاريخ الناتو تولت فيها المنظمة المسؤولية عن بعثة خارج منطقة شمال الأطلسي.
وكانت القوة الدولية قد كُلفت في البداية بتأمين كابل والمناطق المحيطة بها من طالبان والقاعدة للسماح بإنشاء الإدارة الانتقالية الأفغانية برئاسة حامد كرزاي. وفي تشرين الأول/أكتوبر 2003، أذن مجلس الأمن بتوسيع بعثة القوة الدولية في جميع أنحاء أفغانستان، وقامت القوة الدولية بعد ذلك بتوسيع نطاق البعثة في أربع مراحل رئيسية في جميع أنحاء البلد. وفي 31 تموز/يوليو 2006، استولت القوة الدولية (إيساف) على عمليات عسكرية في جنوب أفغانستان من تحالف مكافحة الإرهاب بقيادة الولايات الأمريكية. وبسبب كثافة القتال في الجنوب، سمحت فرنسا في 2011 بنقل سرب من طائرات داسو ميراج 2000 إلى المنطقة، إلى مطار قندهار الدولي، من أجل تعزيز جهود التحالف. وخلال القمة التي عقدتها المنظمة في شيكاغو 2012، أقر الناتو خطة لإنهاء الحرب في أفغانستان وإزالة القوة الدولية بقيادة الناتو بنهاية ديسمبر 2014. تم إلغاء القوة الدولية للمساعدة الأمنية في كانون الأول/ديسمبر 2014 واستعيض عنها ببعثة أخرى.

### بعثة التدريب في العراق
في أب/أغسطس 2004، خلال حرب العراق، شكلت منظمة حلف شمال الأطلسي بعثة التدريب التابعة للناتو-العراق، وهي بعثة تدريب لمساعدة قوات الأمن العراقية بالتعاون مع القوات المتعددة الجنسيات التي تقودها الولايات المتحدة. أنشئت بعثة التدريب هذه بناءاً على طلب الحكومة العراقية المؤقتة بموجب أحكام قرار مجلس الأمن التابع للأمم المتحدة رقم 1546.
وكان الهدف من هذا البرنامج المساعدة في تطوير الهياكل والمؤسسات التدريبية لقوات الأمن العراقية. وكانت هذه البعثة تقع تحت السيطرة السياسية لمجلس شمال الأطلسي التابع للناتو. وانصب تركيزها التنفيذي على التدريب والتوجيه. وتم تنسيق أنشطة البعثة مع السلطات العراقية ونائب القائد العام للولايات المتحدة لتقديم المشورة والتدريب. واختتمت البعثة رسميا في 17 كانون الأول/ديسمبر 2011.

### خليج عدن لمكافحة القرصنة

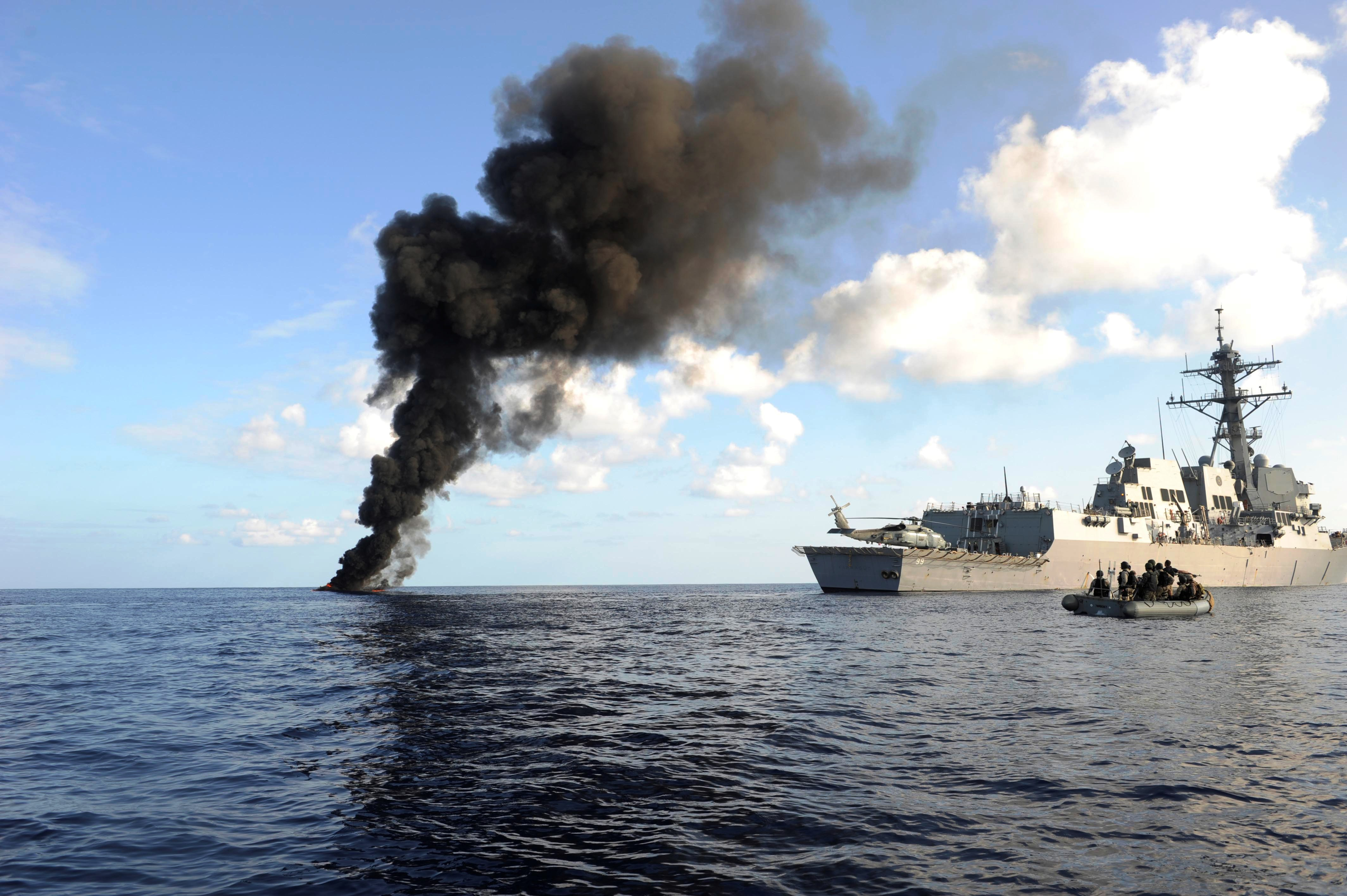
السفينة الشراعية فارجوت تدمر قارب قراصنة صوماليين في آذار/مارس 2010

اعتبارا من 17 أب/أغسطس 2009، نشرت منظمة حلف شمال الأطلسي سفناً حربية في عملية لحماية الحركة البحرية في خليج عدن والمحيط الهندي من القراصنة الصوماليين، والمساعدة في تعزيز البحرية وخفر السواحل في دول المنطقة. وقد وافق مجلس شمال الأطلسي على العملية التي شملت سفنا حربية من الولايات المتحدة بالدرجة الأولى مع وجود سفن من دول كثيرة أخرى مدرجة أيضا.
وتركز عملية درع المحيط على حماية سفن عمليات التحالف التي تقوم بتوزيع المعونة كجزء من بعثة برنامج الأغذية العالمي في الصومال. وقد أرسلت روسيا والصين وكوريا الجنوبية سفناً حربية للمشاركة في هذه الانشطة أيضا. تسعى العملية إلى ثني ووقف هجمات القراصنة، وحماية السفن، والتحريض على زيادة المستوى العام للأمن في المنطقة.

### التدخل في ليبيا

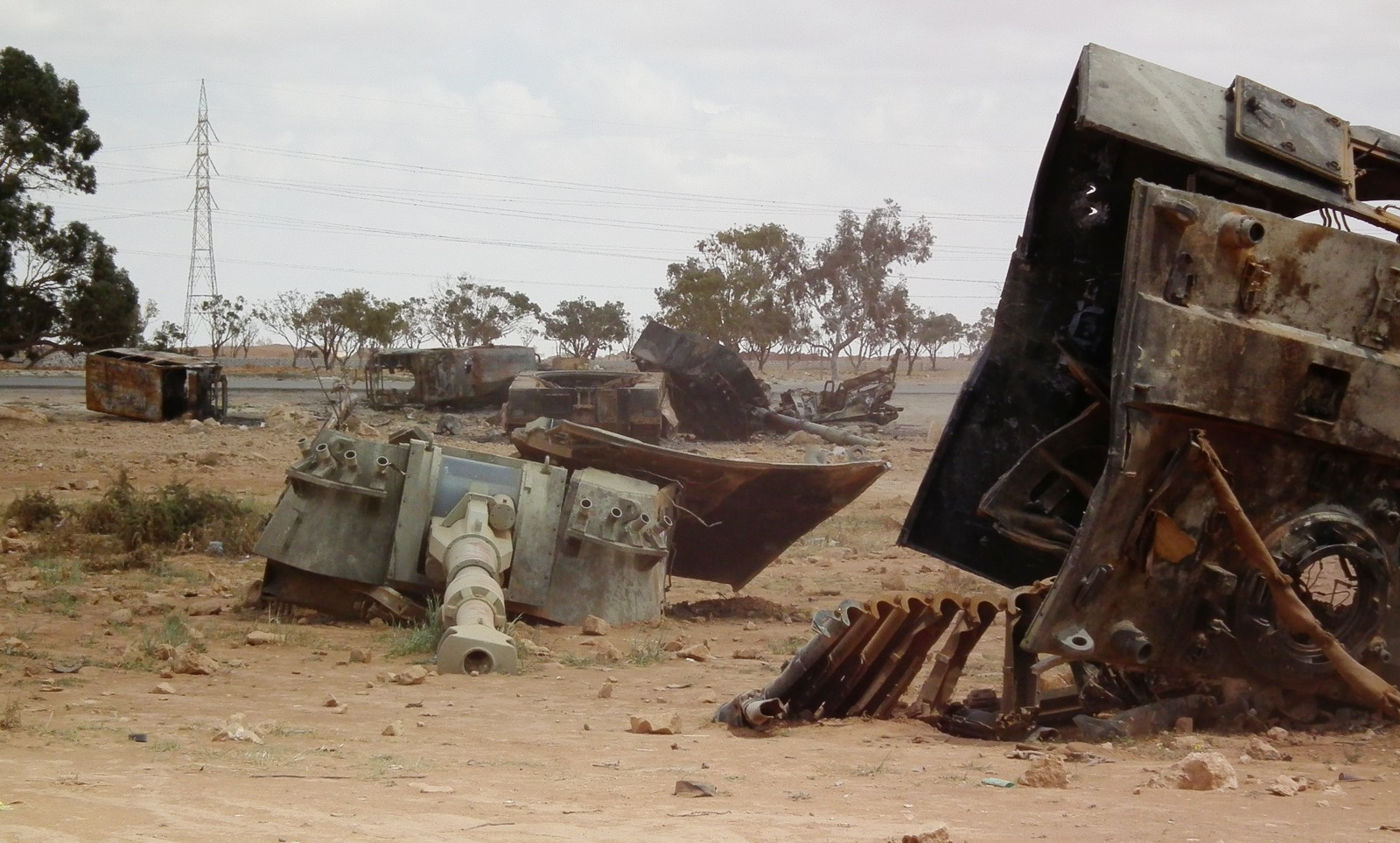
بالماريا هاويتزر تابعة الجيش الليبي دُمِرت بواسطة القوات الجوية الفرنسية بالقرب من بنغازي في آذار 2011

خلال الحرب الأهلية الليبية، تصاعد العنف بين المتظاهرين والحكومة الليبية بقيادة العقيد معمر القذافي، وفي 17 آذار/مارس 2011 صدر قرار مجلس الأمن التابع للأمم المتحدة المرقم 1973، الذي دعا إلى وقف إطلاق النار، وأذن بالقيام بتحرك عسكري لحماية المدنيين. وقد بدأ تحالف يضم عدداً من أعضاء الناتو في فرض منطقة حظر طيران على ليبيا. وفي 20 آذار/مارس 2011، اتفقت دول منظمة حلف شمال الأطلسي على فرض حظر على توريد الاسلحة إلى ليبيا.
وفي 24 آذار/مارس، وافق حلف الناتو على التزام السيطرة على منطقة حظر الطيران، في حين ظلت قيادة استهداف الوحدات البرية تتبع قوات حلف الناتو. بدأت قوات حلف شمال الأطلسي تنفيذ قرار الأمم المتحدة رسميا في 27 آذار/مارس 2011 بمساعدة القوات الجوية الإماراتية والقطرية ، وبحلول يونيو، ظهرت تقارير الانقسامات داخل التحالف حيث لم يشارك في العمليات القتالية سوى ثماني دول من بين 28 دولة عضوا، مما أدى إلى مواجهة بين وزير الدفاع الأمريكي روبرت غيتس ودول مثل بولندا وإسبانيا وهولندا وتركيا وألمانيا للإسهام بشكل أكبر. وفي خطابه السياسي الأخير الذي ألقاه في بروكسل في 10 حزيران/يونيو، انتقد غيتس أيضا البلدان الحليفة بالقول إن أعمالهم ستؤدي إلى تفكك الناتو. وأشارت وزارة الخارجية الألمانية إلى «مساهمة [ألمّانية] كبيرة في الناتو وعمليات الناتو» وإلى أن هذه المشاركة كانت موضع تقدير كبير من قبل الرئيس أوباما.

## الدول المشاركة
| A map of Europe with countries in blue, cyan, orange, and yellow based on their NATO affiliation. | A world map with countries in blue, cyan, orange, yellow, purple, and green, based on their NATO affiliation. |                   |                   |                                                                                          |                                                                                          | | |                                                                |                                                                |                                                     |                                                     |                                                                                           |                                                                                           |                                                                                           |
| \| \| أعضاء الناتو \| \| خطة عمل العضوية \| \| خطة عمل الشراكة الفردية \| \| الشراكة من أجل السلام \| \| الحوار المتوسطي \| \| مبادرة التعاون في اسطنبول \| \| الشركاء العالميون \| \| \| - ألبانيا - بلجيكا - بلغاريا - كندا - كرواتيا - التشيك - الدنمارك - إستونيا - فرنسا - فنلندا - ألمانيا - اليونان - المجر - آيسلندا - إيطاليا - لاتفيا - ليتوانيا - لوكسمبورغ - الجبل الأسود - مقدونيا - هولندا - النرويج - بولندا - البرتغال - رومانيا - سلوفاكيا - سلوفينيا - إسبانيا - تركيا - المملكة المتحدة - الولايات المتحدة \| - ألبانيا - بلجيكا - بلغاريا - كندا - كرواتيا - التشيك - الدنمارك - إستونيا - فرنسا - فنلندا - ألمانيا - اليونان - المجر - آيسلندا - إيطاليا - لاتفيا - ليتوانيا - لوكسمبورغ - الجبل الأسود - مقدونيا - هولندا - النرويج - بولندا - البرتغال - رومانيا - سلوفاكيا - سلوفينيا - إسبانيا - تركيا - المملكة المتحدة - الولايات المتحدة \| - البوسنة والهرسك \| - البوسنة والهرسك \| - أرمينيا - أذربيجان - البوسنة والهرسك - جورجيا - كازاخستان - مولدوفا - صربيا - أوكرانيا \| - أرمينيا - أذربيجان - البوسنة والهرسك - جورجيا - كازاخستان - مولدوفا - صربيا - أوكرانيا \| - أرمينيا - النمسا - أذربيجان - بيلاروسيا - البوسنة والهرسك - فنلندا - جورجيا - جمهورية أيرلندا - كازاخستان - قرغيزستان - مقدونيا - مالطا - مولدوفا - روسيا - صربيا - السويد - سويسرا - طاجيكستان - تركمانستان - أوكرانيا - أوزبكستان \| - أرمينيا - النمسا - أذربيجان - بيلاروسيا - البوسنة والهرسك - فنلندا - جورجيا - جمهورية أيرلندا - كازاخستان - قرغيزستان - مقدونيا - مالطا - مولدوفا - روسيا - صربيا - السويد - سويسرا - طاجيكستان - تركمانستان - أوكرانيا - أوزبكستان \| - الجزائر - مصر - إسرائيل - الأردن - موريتانيا - المغرب - تونس \| - الجزائر - مصر - إسرائيل - الأردن - موريتانيا - المغرب - تونس \| - البحرين - الكويت - قطر - الإمارات العربية المتحدة \| - البحرين - الكويت - قطر - الإمارات العربية المتحدة \| - أستراليا - كولومبيا - العراق - اليابان - منغوليا - باكستان - نيوزيلندا - كوريا الجنوبية \| - أستراليا - كولومبيا - العراق - اليابان - منغوليا - باكستان - نيوزيلندا - كوريا الجنوبية \| - أستراليا - كولومبيا - العراق - اليابان - منغوليا - باكستان - نيوزيلندا - كوريا الجنوبية \| | |                   |                   |                                                                                          |                                                                                          | | |                                                                |                                                                |                                                     |                                                     |                                                                                           |                                                                                           |                                                                                           |
| | أعضاء الناتو |                   | خطة عمل العضوية   |                                                                                          | خطة عمل الشراكة الفردية                                                                  | | الشراكة من أجل السلام |                                                                | الحوار المتوسطي                                                |                                                     | مبادرة التعاون في اسطنبول                           |                                                                                           | الشركاء العالميون                                                                         |                                                                                           |
| - ألبانيا - بلجيكا - بلغاريا - كندا - كرواتيا - التشيك - الدنمارك - إستونيا - فرنسا - فنلندا - ألمانيا - اليونان - المجر - آيسلندا - إيطاليا - لاتفيا - ليتوانيا - لوكسمبورغ - الجبل الأسود - مقدونيا - هولندا - النرويج - بولندا - البرتغال - رومانيا - سلوفاكيا - سلوفينيا - إسبانيا - تركيا - المملكة المتحدة - الولايات المتحدة | - ألبانيا - بلجيكا - بلغاريا - كندا - كرواتيا - التشيك - الدنمارك - إستونيا - فرنسا - فنلندا - ألمانيا - اليونان - المجر - آيسلندا - إيطاليا - لاتفيا - ليتوانيا - لوكسمبورغ - الجبل الأسود - مقدونيا - هولندا - النرويج - بولندا - البرتغال - رومانيا - سلوفاكيا - سلوفينيا - إسبانيا - تركيا - المملكة المتحدة - الولايات المتحدة | - البوسنة والهرسك | - البوسنة والهرسك | - أرمينيا - أذربيجان - البوسنة والهرسك - جورجيا - كازاخستان - مولدوفا - صربيا - أوكرانيا | - أرمينيا - أذربيجان - البوسنة والهرسك - جورجيا - كازاخستان - مولدوفا - صربيا - أوكرانيا | - أرمينيا - النمسا - أذربيجان - بيلاروسيا - البوسنة والهرسك - فنلندا - جورجيا - جمهورية أيرلندا - كازاخستان - قرغيزستان - مقدونيا - مالطا - مولدوفا - روسيا - صربيا - السويد - سويسرا - طاجيكستان - تركمانستان - أوكرانيا - أوزبكستان | - أرمينيا - النمسا - أذربيجان - بيلاروسيا - البوسنة والهرسك - فنلندا - جورجيا - جمهورية أيرلندا - كازاخستان - قرغيزستان - مقدونيا - مالطا - مولدوفا - روسيا - صربيا - السويد - سويسرا - طاجيكستان - تركمانستان - أوكرانيا - أوزبكستان | - الجزائر - مصر - إسرائيل - الأردن - موريتانيا - المغرب - تونس | - الجزائر - مصر - إسرائيل - الأردن - موريتانيا - المغرب - تونس | - البحرين - الكويت - قطر - الإمارات العربية المتحدة | - البحرين - الكويت - قطر - الإمارات العربية المتحدة | - أستراليا - كولومبيا - العراق - اليابان - منغوليا - باكستان - نيوزيلندا - كوريا الجنوبية | - أستراليا - كولومبيا - العراق - اليابان - منغوليا - باكستان - نيوزيلندا - كوريا الجنوبية | - أستراليا - كولومبيا - العراق - اليابان - منغوليا - باكستان - نيوزيلندا - كوريا الجنوبية |

في شهر يونيو، 2025، و في إطار التعاون العسكري بين الرباط وحلف الناتو احتضنت المملكة المغربية، فعاليات الورشة الثانية لتمرين (REGIONAL ENDEAVOUR 2025) المنظمة تحت شعار “المساهمة العسكرية في الأمن الإنساني، الإعداد والقدرة على الصمود”، وذلك بمشاركة ممثلي القيادة المشتركة لقوات الناتو في نابولي بإيطاليا، إلى جانب وفود عسكرية من كل من الأردن وتونس، مصر وموريتانيا، إضافة إلى الاتحاد الإفريقي، و يهدف هذا الحدث الإقليمي إلى “تعزيز التنسيق وتبادل الخبرات بين الشركاء الإقليميين والدوليين، حول الأدوار الحيوية التي تضطلع بها القوات المسلحة في دعم الجهود الإنسانية وإدارة الأزمات”، مبرزًا أن “تنظيم هذا اللقاء يؤكد التزام المملكة المغربية بدعم الأمن والاستقرار الإقليميين، وتكريس قيم العمل المشترك والتعاون متعدد الأطراف مع الدول الصديقة والشريكة”.     

### الأعضاء

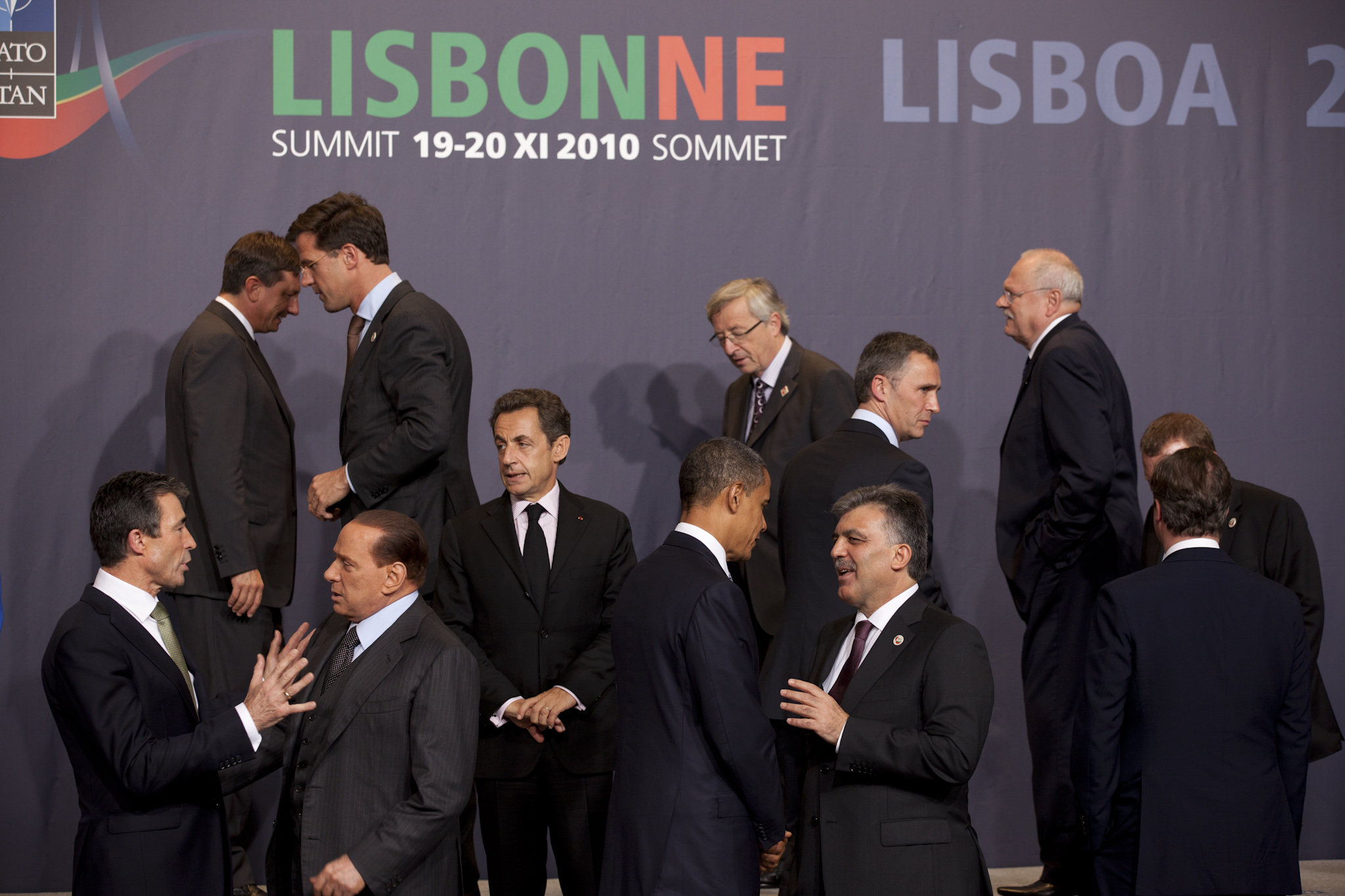
الناتو وقمة الاتحاد الأوروبي في لشبونة

يضم حلف الناتو إثنان وثلاثون عضوًا، معظمهم في أوروبا وأمريكا الشمالية. بعض هذه البلدان لها أيضاً أراض في قارات متعددة. وخلال مفاوضات المعاهدة الأصلية، أصرت الولايات المتحدة على استبعاد مستعمرات مثل الكونغو البلجيكية من المعاهدة. غير أن الجزائر الفرنسية كانت مؤمنة حتى استقلالها في 3 تموز/يوليو 1962. إثنا عشر من الأعضاء الإثنان والثلاثون هم أعضاء أصليين مؤسسين إنضموا في 1949، في حين إن العشرين الآخرين إنضموا لاحقاً خلال التوسيع. وينفق عدد قليل من أعضاء الناتو أكثر من 2 في المائة من ناتجهم المحلي الإجمالي على الدفاع وتتولى الولايات المتحدة ثلاثة أرباع الإنفاق الدفاعي للناتو.
ومنذ منتصف الستينات وحتى منتصف التسعينات، إنتهجت فرنسا إستراتيجية عسكرية للإستقلال من الناتو بموجب سياسة أطلق عليها اسم "Gaullo-Mitterrandism". وقد تفاوض نيكولا ساركوزي بشان عودة فرنسا إلى القيادة العسكرية المتكاملة ولجنة تخطيط الدفاع في 2009، ولا تزال فرنسا العضو الوحيد في منظمة حلف شمال الأطلسي خارج مجموعة التخطيط النووي، وعلى عكس الولايات المتحدة والمملكة المتحدة، لن تلتزم غواصاتها المسلحة نوويا بالحلف.

#### الأعضاء بحسب تاريخ انضمامهم
| #  | تاريخ الانضمام | الدولة           | الانتساب   | ملاحظات |
| -- | -------------- | ---------------- | ---------- | --- |
| 1  | 4 أبريل 1949   | بلجيكا           | دولة مؤسسة | |
| 2  | 4 أبريل 1949   | كندا             | دولة مؤسسة | |
| 3  | 4 أبريل 1949   | الدنمارك         | دولة مؤسسة | |
| 4  | 4 أبريل 1949   | فرنسا            | دولة مؤسسة | سحبت فرنسا قيادتها العسكرية سنة 1966، منذ ذلك العام حتى عام 1993 كانت منفردة عن البنية السياسية لحلف الناتو. وقد قرر الرئيس الفرنسي ساركوزي عام 2009 عودة فرنسا لقيادة حلف الناتو عسكرياً بعد انقطاع 43 عام. |
| 5  | 4 أبريل 1949   | آيسلندا          | دولة مؤسسة | لم تكن لآيسلندا قوة عسكرية قائمة، فقد بقيت بعض القوات الأمريكية بشكل طارئ هناك (سُحبت هذه القوات عام 2006)، أرسل الدفاع البحري الأيسلندي في الآونة الأخيرة بعض القوات المدربة في النرويج إلى حلف الناتو.     |
| 6  | 4 أبريل 1949   | إيطاليا          | دولة مؤسسة | |
| 7  | 4 أبريل 1949   | لوكسمبورغ        | دولة مؤسسة | |
| 8  | 4 أبريل 1949   | هولندا           | دولة مؤسسة | |
| 9  | 4 أبريل 1949   | النرويج          | دولة مؤسسة | |
| 10 | 4 أبريل 1949   | البرتغال         | دولة مؤسسة | |
| 11 | 4 أبريل 1949   | المملكة المتحدة  | دولة مؤسسة | |
| 12 | 4 أبريل 1949   | الولايات المتحدة | دولة مؤسسة | |
| 13 | 18 فبراير 1952 | اليونان          | الأولى     | سحبت اليونان قواتها من حلف الناتو من عام 1974 حتى عام 1980 بسبب التوترات اليونانية التركية. |
| 14 | 18 فبراير 1952 | تركيا            | الأولى     | |
| 15 | 9 مايو 1955    | ألمانيا          | الثانية    | في ذلك الوقت (أي عام 1955) التحقت ألمانيا بحلف الناتو تحت اسم ألمانيا الغربية، وبعد اتحاد ألمانيا الغربية والشرقية معاً (عام 1990)، بقيت ألمانيا مع حلف الناتو تحت اسمها الحالي.                             |
| 16 | 30 مايو 1982   | إسبانيا          | الثالثة    | |
| 17 | 12 مارس 1999   | جمهورية التشيك   | الرابعة    | |
| 18 | 12 مارس 1999   | المجر            | الرابعة    | |
| 19 | 12 مارس 1999   | بولندا           | الرابعة    | |
| 20 | 29 مارس 2004   | بلغاريا          | الخامسة    | |
| 21 | 29 مارس 2004   | إستونيا          | الخامسة    | |
| 22 | 29 مارس 2004   | لاتفيا           | الخامسة    | |
| 23 | 29 مارس 2004   | ليتوانيا         | الخامسة    | |
| 24 | 29 مارس 2004   | رومانيا          | الخامسة    | |
| 25 | 29 مارس 2004   | سلوفاكيا         | الخامسة    | |
| 26 | 29 مارس 2004   | سلوفينيا         | الخامسة    | |
| 27 | 1 أبريل 2009   | ألبانيا          | السادسة    | |
| 28 | 1 أبريل 2009   | كرواتيا          | السادسة    | |
| 29 | 5 يونيو 2017   | الجبل الأسود     | السابعة    | |
| 30 | 28 مارس 2020   | مقدونيا          | السابعة    | انضمت مقدونيا للناتو لتصبح الدولة رقم 30 في حلف شمال الأطلسي. |
| 31 | 5 أبريل 2023   | فنلندا           | الثامنة    | |
| 32 | 5 مارس 2024    | السويد           | التاسعة    | انضمت السويد للناتو لتصبح الدولة رقم 32 في حلف شمال الأطلسي |

### توسيع الناتو
كان الأعضاء الجدد في التحالف بصورة رئيسية من أوروبا الوسطى والشرقية، بما في ذلك الأعضاء السابقون في حلف وارسو. يخضع الانضمام إلى التحالف لخطط عمل العضوية الفردية، ويتطلب موافقة كل عضو حالي من أعضاء الناتو. ولدى منظمة حلف شمال الأطلسي حاليا دولتان مرشحتان للانضمام إلى التحالف وهما: البوسنة والهرسك وجمهورية مقدونيا. وفي البيانات الرسمية للناتو، يشار دائمًا إلى جمهورية مقدونيا باسم «جمهورية مقدونيا اليوغوسلافية السابقة»، مع حاشية تنص على أن «تركيا تعترف بجمهورية مقدونيا تحت التسمية الدستورية».وعلى الرغم من إن مقدونيا أكملت متطلباتها للعضوية في نفس الوقت الذي أكملتها فيه كرواتيا وألبانيا، وهي آخر الدول المنظمة للناتو، فإن انضمامها قد اعاقته اليونان ريثما يتم البت في النزاع المتعلق بتسمية مقدونيا. ومن أجل دعم بعضهم البعض في هذه العملية، شكل الأعضاء الجدد والمحتملون في المنطقة الميثاق الأدرياتيكي في عام 2003. وقد دعيت جورجيا أيضا بوصفها عضوا طموحا، ووعدت «بالعضوية في المستقبل» خلال مؤتمر القمة 2008 في بوخارست، على الرغم من ذلك فان الرئيس الأمريكي باراك أوباما في 2014 قال أن البلاد «حاليا ليست على طريق الحصول» على العضوية.
وتواصل روسيا معارضتها لمزيد من التوسع، وتعتبره غير متسق مع التفاهمات والإتفاقات، بين الزعيم السوفيتي ميخائيل غورباتشوف والمفاوضين الأوروبيين والأمريكيين، هذه الإتفاقات التي سمحت باعادة توحيد ألمانيا سلميا. وكثيرًا ما ينظر زعماء موسكو إلى جهود التوسع التي يبذلها الناتو باعتبارها استمرارا لمحاولة الحرب الباردة لتطويق روسيا وعزلها. وقد توصل إستطلاع للرأي أجري في يونيو 2016 إلى أن 68% من الروس يعتقدون أن نشر قوات الناتو في دول البلطيق وبولندا – دول الكتلة الشرقية السابقة المجاورة لروسيا – يشكل تهديدا لروسيا. وكانت علاقة أوكرانيا مع منظمة حلف شمال الأطلسي وأوروبا مثيرة للانقسام السياسي، وساهمت في احتجاجات «الميدان الأوروبي» التي شهدت الإطاحة بالرئيس الموالي لروسيا فيكتور يانوكوفيتش في 2014. وفي آذار/مارس 2014، أكد رئيس الوزراء ارسيني ياتسينيوك مجددا موقف الحكومة الذي يؤكد إن أوكرانيا لا تبحث عن عضوية في الناتو. وفي وقت لاحق، وقع رئيس أوكرانيا مشروع قانون يسقط وضع «عدم الانحياز» لمتابعة عضوية الناتو، ولكنه أشار إلى أنه سيجري استفتاء قبل السعي للانضمام للحلف. أوكرانيا هي واحدة من ثمانية بلدان في أوروبا الشرقية ضمن خطة عمل الشراكة الفردية. بدأت الوكالة في 2002، وهي مفتوحة امام البلدان التي لديها الإرادة السياسية والقدرة على تعميق علاقتها مع منظمة حلف شمال الأطلسي.

### الشراكات

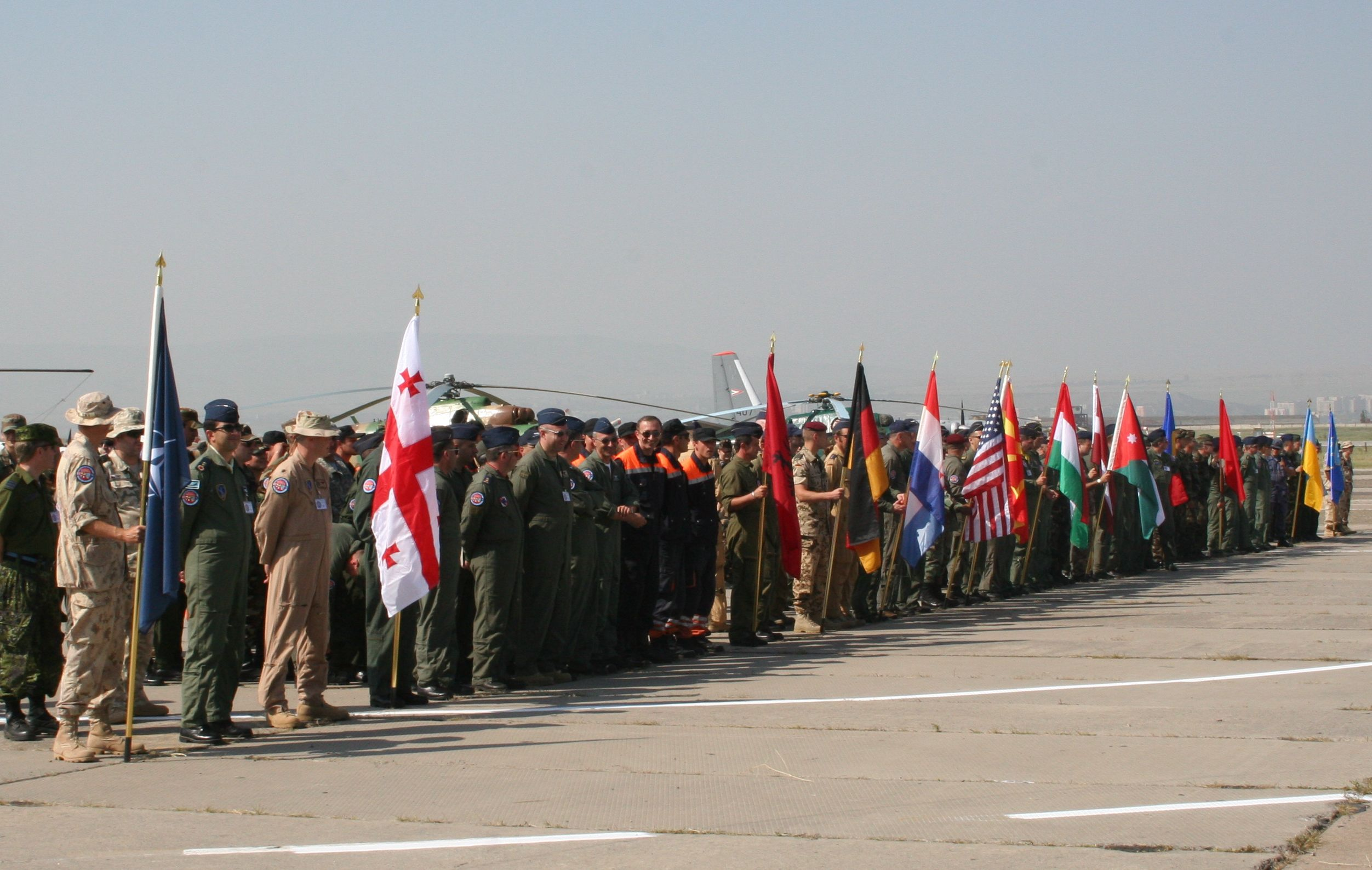
برنامج الشراكة من أجل السلام الذي عقد في تبليسي في تموز/يوليو 2007.

أنشئ برنامج الشراكة من أجل السلام في عام 1994، ويهدف إلى خلق الثقة بين الناتو ودول أخرى في أوروبا وجمهوريات الاتحاد السوفيتي السابق. وأنشئ مجلس الشراكة الأوروبية الأطلسية لأول مرة في 29 أيار/مايو 1997، وهو منتدى للتنسيق والتشاور والحوار المنتظم بين جميع المشاركين الخمسون.
ووقع الاتحاد الأوروبي مجموعة شاملة من الترتيبات مع منظمة حلف شمال الأطلسي بموجب اتفاق برلين بلاس في 16 كانون الأول/ديسمبر 2002. وبهذا الاتفاق، منح الاتحاد الأوروبي إمكانية استخدام ممتلكات الناتو في حالة رغبته في التصرف بصورة مستقلة في أزمة دولية، في حال إن الحلف نفسه رفض التصرف، ما يسمي ب «الحق في الرفض الأول». فعلى سبيل المثال، تنص المادة 42 (7) من معاهدة لشبونة لعام 1982 على أنه «إذا كانت الدولة العضو ضحية للعدوان المسلح على أراضيها، يكون على الدول الأعضاء الأخرى الإلتزام بتقديم العون والمساعدة بكل الوسائل التي في وسعها». وتنطبق المعاهدة عالميا على أقاليم محددة، في حين إن المادة 6 من الاتفاقية تقيد الناتو بالعمليات التي تقع شمال مدار السرطان.
بالإضافة إلى ذلك، تتعاون المنظمة وتناقش أنشطتها مع العديد من الأعضاء الآخرين من خارج الحلف. وقد أنشئ الحوار المتوسطي في عام 1994 للتنسيق مع إسرائيل والبلدان في شمال أفريقيا خاصة المغرب، مصر، موريتانيا، وتونس. وأُعلِنَت مبادرة إسطنبول للتعاون في 2004 بوصفها منتدى للحوار في الشرق الأوسط على غرار الحوار المتوسطي. بالإضافة إلى مجلس التعاون لدول الخليج العربي.

## البنية

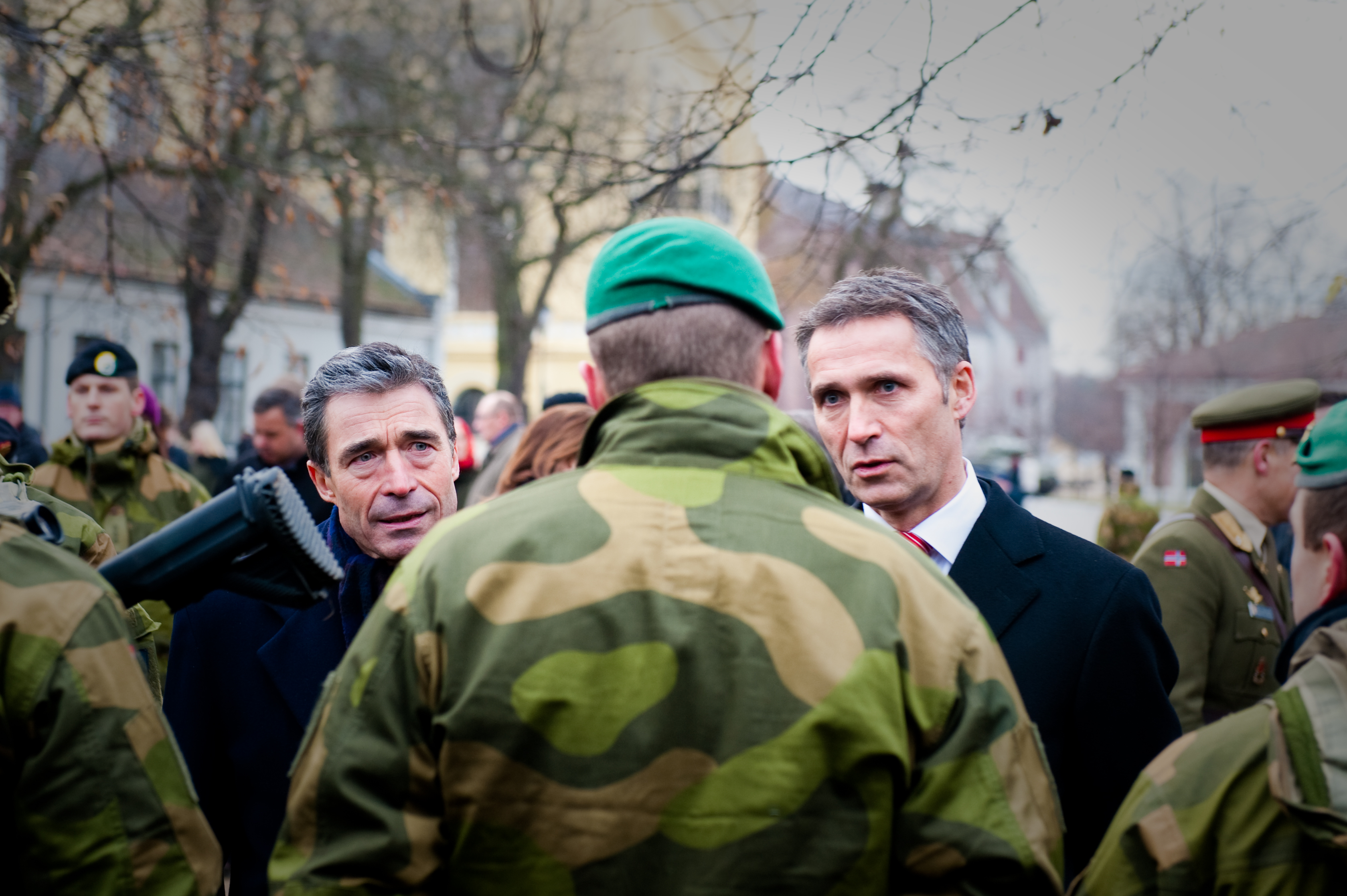
الأمين العام لحلف الناتو ينس ستولتنبرغ (على اليمين) وسلفه، أندرس فوغ راسموسن (على اليسار)، يتحدثان مع أعضاء كتيبة التيليمارك التابعة للجيش النرويجي في أوسلو.

يقع المقر الرئيسي للناتو في هارن، وهي جزء من بلدية مدينة بروكسل. وقد بدأ تشييد مبنى مقر جديد بقيمة 750 مليون يورو في 2010، وانتهى في صيف عام 2016. وقد تم تصميم مجمع بمساحة تبلغ 250,000 متر مربع بواسطة جو بالما يتسع إلى 3800 فرد. نشأت المشاكل في المبنى الأصلي في 1967، عندما اضطر الحلف إلى نقل مقره من بورت دوفين في باريس، فرنسا عقب الانسحاب الفرنسي. ويتألف موظفو المقر من وفود وطنية من البلدان الأعضاء، ويشملون مكاتب الاتصال المدنية والعسكرية والموظفين أو البعثات الدبلوماسية والدبلوماسيين من البلدان الشريكة، فضلا عن الموظفين الدوليين والموظفين العسكريين الدوليين من الافراد العاملين في القوات المسلحة للدول الأعضاء.

### مجلس الناتو

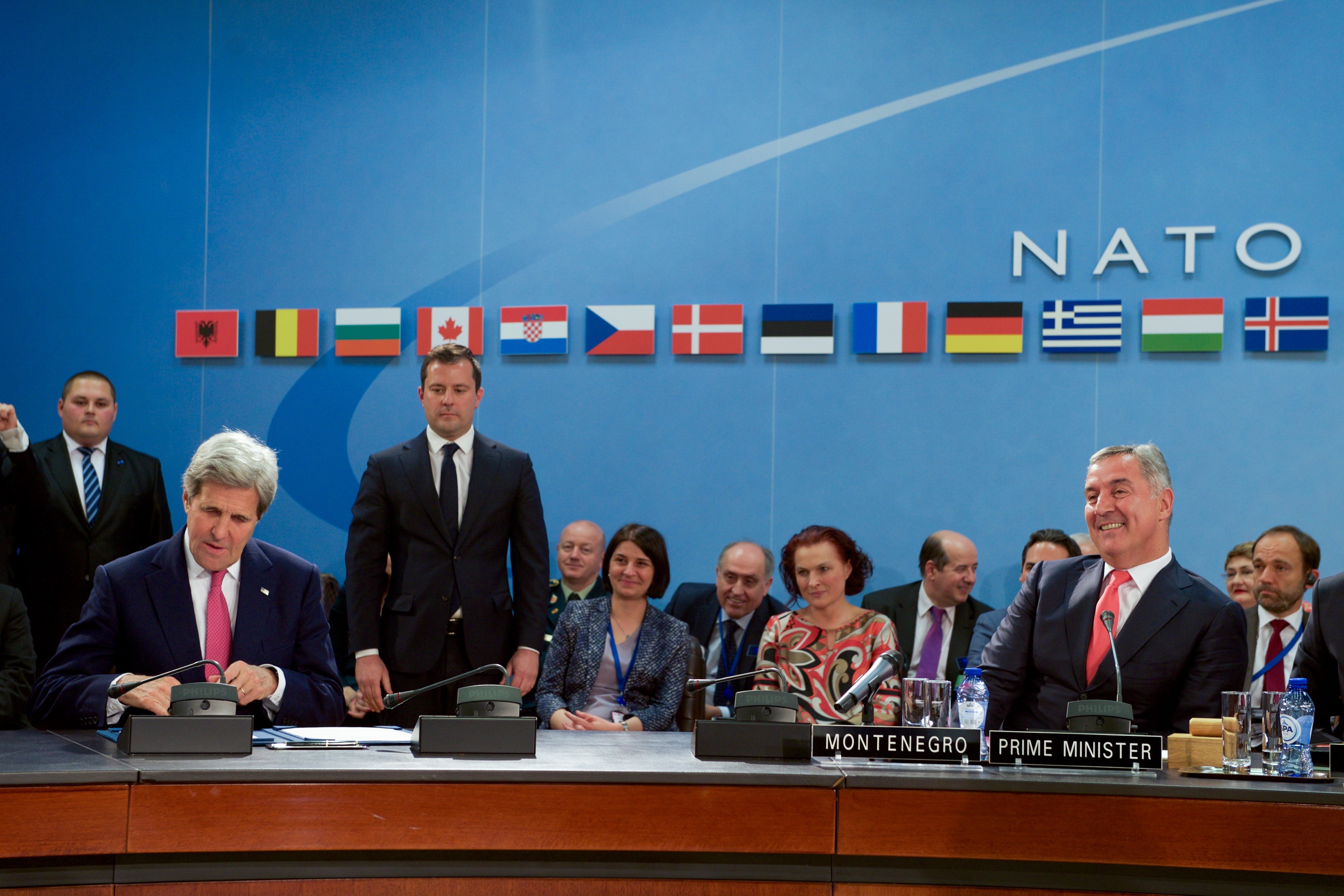
وقع وزراء خارجية الناتو ورئيس وزراء الجبل الاسود ميلو يوكانوفيتش بروتوكولا حول انضمام الجبل الاسود إلى الناتو في 19 مايو 2016

وعلى غرار أي تحالف، فإن منظمة حلف شمال الأطلسي يتم الحكم فيها بواسطة دولها الأعضاء ال 29. ومع ذلك، فان معاهدة شمال الأطلسي وغيرها من الاتفاقيات تحدد كيفية اتخاذ القرارات داخل الناتو. ويرسل كل عضو من الأعضاء ال 29 وفدا أو بعثة إلى مقر الناتو في بروكسل ببلجيكا.
ويشكل الأعضاء الدائمون معا مجلس شمال الأطلسي، وهو هيئة تجتمع معا مرة واحدة في الأسبوع على الأقل، وتتمتع بسلطة الحكم الفعالة وسلطة إتخاذ القرارات في المنظمة. ويجتمع المجلس من وقت لآخر أيضا في اجتماعات رفيعة المستوى يشارك فيها وزراء الخارجية أو وزراء الدفاع أو رؤساء الدول أو الحكومات، وفي هذه الاجتماعات تُتَخَذ قرارات رئيسية بشان سياسات الناتو. وتجدر الإشارة إلى أن المجلس يتمتع بنفس سلطة وصلاحيات صنع القرار، وان قراراته لها نفس المركز والصلاحية، أيا كان مستوى الاجتماع. ويشار إلى ألمانيا وإيطاليا وفرنسا والمملكة المتحدة والولايات المتحدة معا باسم «كوينت» "Quint"، وهي مجموعة مناقشة غير رسمية داخل الحلف. وتشكل مؤتمرات قمة منظمة حلف شمال الأطلسي أيضا مكانا آخر لاتخاذ القرارات بشان المسائل المعقدة، مثل التوسيع.
ويترأس اجتماعات مجلس شمال الأطلسي الأمين العام للمنظمة، وعندما يتعين اتخاذ قرارات، يتم الاتفاق على العمل على أساس الإجماع والاتفاق المشترك. ولا يوجد تصويت أو قرار بالأغلبية. تحتفظ كل أمة ممثلة على طاولة المجلس أو أي من لجانها الفرعية بالسيادة والمسؤولية الكاملتين عن قراراتها.
| قائمة الأمناء العامين | قائمة الأمناء العامين   | قائمة الأمناء العامين | قائمة الأمناء العامين           |
| #                     | الاسم                   | البلد                 | مدة تولي المنصب                 |
| --------------------- | ----------------------- | --------------------- | ------------------------------- |
| 1                     | لورد إسماي              | المملكة المتحدة       | 4 أبريل 1952 – 16 مايو 1957     |
| 2                     | بول هنري سباك           | بلجيكا                | 16 مايو 1957 – 21 أبريل 1961    |
| 3                     | ديرك ستكر               | هولندا                | 21 أبريل 1961 – 1 اغسطس 1964    |
| 4                     | مانليو بروسيو           | إيطاليا               | 1 اغسطس 1964 – 1 أكتوبر 1971    |
| 5                     | جوزيف لانس              | هولندا                | 1 أكتوبر 1971 – 25 يونيو 1984   |
| 6                     | لورد كارينتو            | المملكة المتحدة       | 25 يونيو 1984 – 1 يوليو 1988    |
| 7                     | مانفريد وورنر           | ألمانيا               | 1 يوليو 1988 – 13 اغسطس 1994    |
| –                     | سيرجيو بالنزينو†        | إيطاليا               | 13 اغسطس 1994 – 17 أكتوبر 1994  |
| 8                     | ويلي كليس               | بلجيكا                | 17 أكتوبر 1994 – 20 أكتوبر 1995 |
| –                     | سيرجيو بالنزينو†        | إيطاليا               | 20 أكتوبر 1995 – 5 ديسمبر 1995  |
| 9                     | خافيير سولانا           | إسبانيا               | 5 ديسمبر 1995 – 6 أكتوبر 1999   |
| 10                    | لورد روبيرتسون          | المملكة المتحدة       | 14 أكتوبر 1999 – 17 ديسمبر 2003 |
| –                     | أليساندرو مينوتو-ريززو† | إيطاليا               | 17 ديسمبر 2003 – 1 يناير 2004   |
| 11                    | ياب دي هوب شيفر         | هولندا                | 1 يناير 2004 – 1 اغسطس 2009     |
| 12                    | أندرس فوغ راسموسن       | الدنمارك              | 1 أغسطس 2009 – 30 سبتمبر 2014   |
| 13                    | ينس ستولتنبرغ           | النرويج               | 1 أكتوبر 2014 – الوقت الحالي    |

| قائمة نواب الأمين العام | قائمة نواب الأمين العام | قائمة نواب الأمين العام | قائمة نواب الأمين العام |
| #                       | الاسم                   | البلد                   | مدة تولي المنصب         |
| ----------------------- | ----------------------- | ----------------------- | ----------------------- |
| 1                       | فان فريدنبورش           | هولندا                  | 1952–1956               |
| 2                       | بارون أدولف بنتينك      | هولندا                  | 1956–1958               |
| 3                       | ألبريكو كاساردي         | إيطاليا                 | 1958–1962               |
| 4                       | غويدو كولونا دي باليانو | إيطاليا                 | 1962–1964               |
| 5                       | جيمس أ. روبرتس          | كندا                    | 1964–1968               |
| 6                       | عثمان أولكاي            | تركيا                   | 1969–1971               |
| 7                       | باولو بانزا سيدرونيو    | إيطاليا                 | 1971–1978               |
| 8                       | رينالدو بيتريغناني      | إيطاليا                 | 1978–1981               |
| 9                       | إيريك دا رين            | إيطاليا                 | 1981–1985               |
| 10                      | مارسيلو غويدي           | إيطاليا                 | 1985–1989               |
| 11                      | أميديو دي فرانشيس       | إيطاليا                 | 1989–1994               |
| 12                      | سيرجيو بالنزينو         | إيطاليا                 | 1994–2001               |
| 13                      | اليساندرو مينوتو ريز    | إيطاليا                 | 2001–2007               |
| 14                      | كلاوديو بيسونيرو        | إيطاليا                 | 2007–2012               |
| 15                      | أليكساندر فيرشبو        | الولايات المتحدة        | 2012–2016               |
| 16                      | روز جوتمولر             | الولايات المتحدة        | 2016–الوقت الحالي       |

### الجمعية البرلمانية لحلف الناتو

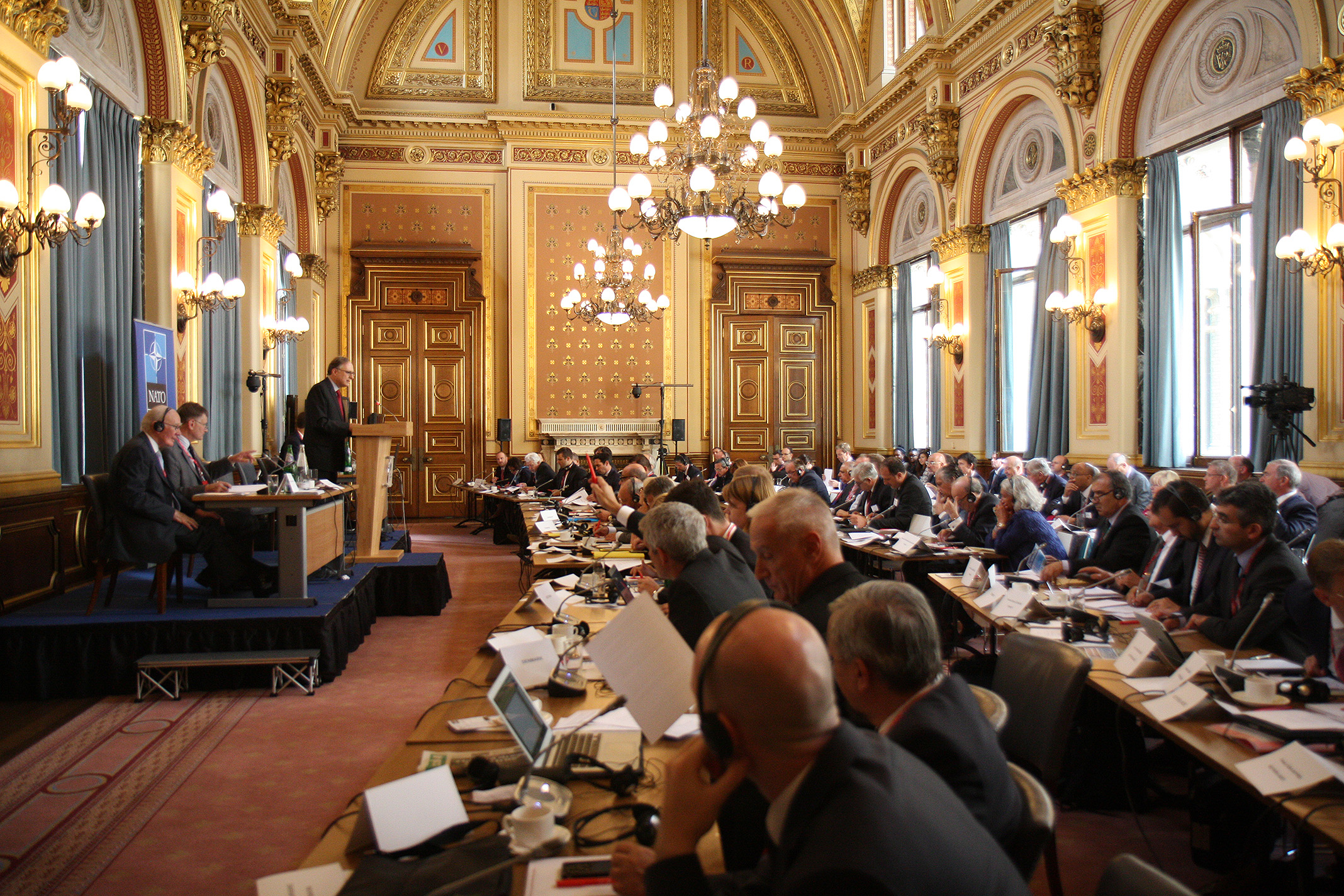
مؤتمر الجمعية البرلمانية للناتو السابق لمؤتمر القمة في لندن، 2014

الهيئة التي تحدد الأهداف الإستراتيجية لمنظمة حلف شمال الأطلسي هي الجمعية البرلمانية لحلف الناتو والتي تجتمع في الدورة السنوية، ومرة أخرى خلال السنة، وهي الجهاز الذي يتفاعل مباشرة مع الهياكل البرلمانية للحكومات الوطنية في الدول الأعضاء التي تعين أعضاء دائمين أو سفراء للمنظمة. وتضم الجمعية البرلمانية لمنظمة حلف شمال الأطلسي مشرعين من الدول الأعضاء في الحلف وثلاثة عشر عضوا منتسبا. وأصبح السيد كارل أ. لامرز، نائب رئيس لجنة الدفاع بالبرلمان الألماني وعضو الاتحاد الديمقراطي المسيحي، رئيسا للجمعية في 2010. ومع ذلك فهو يشكل رسميا هيكلا مختلفا عن الحلف، ويهدف إلى الانضمام إلى نواب دول الناتو من أجل مناقشة السياسات الأمنية في مجلس الناتو.
والجمعية هي الهيئة التي تضع جدول أعمال السياسة لمجلس الناتو عن طريق تقارير لجانه الخمس:
- اللجنة المعنية بالبعد المدني للأمن
- لجنة الدفاع والأمن
- لجنة الاقتصاد والأمن
- اللجنة السياسية
- لجنة العلم والتكنولوجيا

وتوفر هذه التقارير الدافع والاتجاه وفقا لما اتفقت عليه الحكومات الوطنية للدول الأعضاء من خلال عملياتها السياسية الوطنية وتأثيراتها على الكيانات التنظيمية الإدارية والتنفيذية لمنظمة حلف شمال الأطلسي.

### الهياكل العسكرية

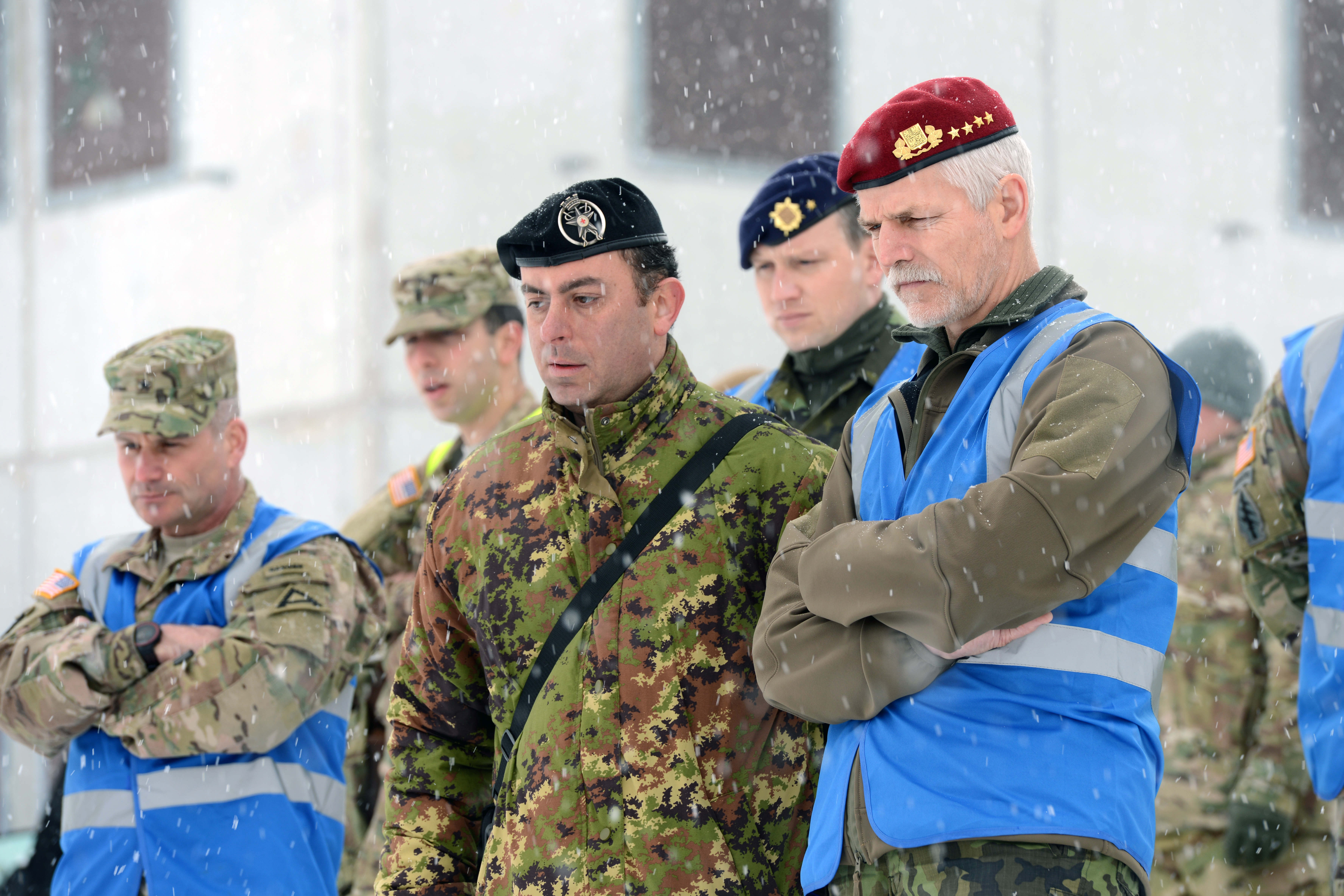
بيتر بافيل (يمين)، من الجمهورية التشيكية، وهو رئيس اللجنة العسكرية لمنظمة حلف شمال الأطلسي منذ 2015

ويقوم رئيس اللجنة العسكرية للناتو بتوجيه العمليات العسكرية، وتتكون هذه من قيادتين إستراتيجيتين يقودهما ضابط أمريكي كبير و(حاليا) ضابط فرنسي كبير يساعده موظفون من جميع أنحاء الناتو. والقادة الإستراتيجيون مسؤولون امام اللجنة العسكرية عن التوجيه والتسيير العامين لجميع المسائل العسكرية للتحالف داخل مناطق قيادتهم.
ويضم وفد كل بلد ممثلا عسكريا، وضابطا كبيرا من القوات المسلحة، ودعم من الموظفين العسكريين الدوليين. ويشكل الممثلون العسكريون معا اللجنة العسكرية، وهي هيئة مسؤولة عن توصية السلطات السياسية لمنظمة حلف شمال الأطلسي بإتخاذ التدابير التي تعتبر ضرورية للدفاع المشترك عن منطقة الناتو. ويتمثل دورها الرئيسي في توفير التوجيه والمشورة بشان السياسات والإستراتيجيات العسكرية. وهي تقدم التوجيه بشان المسائل العسكرية إلى القادة الإستراتيجيين للمنظمة، الذين يحضر ممثلوهم اجتماعاتها، وهي مسؤولة عن الإدارة العامة للشؤون العسكرية للتحالف تحت سلطة المجلس. رئيس اللجنة العسكرية الحالي للناتو هو بيتر بافيل من الجمهورية التشيكية، منذ عام 2015.
وكما هو الشأن بالنسبة للمجلس، تجتمع اللجنة العسكرية من حين لآخر على مستوى أعلى، أي على مستوى رؤساء الدفاع، وهو أقدم ضابط عسكري في القوات المسلحة لكل دولة. وفي 2008 استبعدت اللجنة العسكرية فرنسا بسبب قرار الدولة ال1966 بسبب خروجها من هيكل القيادة العسكرية للناتو الذي انضمت اليه في 1995. وإلى أن انضمت فرنسا إلى حلف شمال الأطلسي مرة أخرى، فانها لم تكن ممثلة في لجنة تخطيط الدفاع، مما أدى إلى نشوب نزاعات بينها وبين أعضاء الناتو. كما كان هذا هو الحال في الفترة التي سبقت حرب العراق. ويدعم العمل التنفيذي للجنة الموظفين العسكريين الدوليين.
وقد تطور هيكل الناتو طوال فترة الحرب الباردة وما تلاها. وأنشئ هيكل عسكري متكامل لمنظمة حلف شمال الأطلسي لأول مرة في 1950 لأنه أصبح من الواضح إن الناتو سيحتاج إلى تعزيز دفاعاته على المدى الطويل ضد هجوم سوفياتي محتمل. وفي نيسان/أبريل 1951، أُنشِئَت القيادة المتحالفة في أوروبا ومقرها (SHAPE)؛ وفي وقت لاحق، أضيف أربعة مقار فرعية في شمال ووسط أوروبا، والمنطقة الجنوبية، والبحر الأبيض المتوسط.
ومن الخمسينات إلى 2003، كان القادة الإستراتيجيون هم القائد الأعلى للتحالف في أوروبا والقائد الأعلى للقوات المتحالفة في المحيط الأطلسي. وبدءاً من أواخر 2003 أعادت منظمة حلف شمال الأطلسي هيكلة قيادتها ونشر قواتها بإنشاء عده فيالق للإنتشار السريع تابعة للحلف، بما في ذلك فيلق يوروكوربس، والفيلق الألماني/الهولندي، والفيلق المتعدد الجنسيات في الشمال الشرقي، فضلا عن القوات البحرية العالية الاستعداد التي تقدم تقاريرها إلى عمليات قيادة الحلفاء.
في وقت مبكر من 2015، في أعقاب الحرب في دونباس، قررت اجتماعات وزراء الناتو أن الفيلق المتعدد الجنسيات في شمال شرق البلاد سيتم تعزيزه من أجل تطوير قدرات أكبر، والاستعداد للدفاع عن دول البلطيق في حال كان ذلك ضروريا، وسيتم إنشاء شعبة جديدة متعددة الجنسيات في الجنوب الشرقي من رومانيا. وسيتم أيضا إنشاء ست وحدات متكاملة بين قوات الناتو لتنسيق الاستعدادات للدفاع عن الأعضاء الشرقيين الجدد في منظمة حلف شمال الأطلسي.
خلال شهر أب/أغسطس 2016، أعلن انه سيتم نشر 650 جندي من الجيش البريطاني على أساس دائم في أوروبا الشرقية، ولا سيما في إستونيا، ويجري نشر بعضهم أيضا في بولندا. ويشكل هذا الانتشار البريطاني جزءا من مجموعة من أربعة كتائب من قبل مختلف الحلفاء، وعززت منظمة حلف شمال الأطلسي وجودها، ونشرت إحدى هذه الكتائب من بولندا (وهي المجموعة التي نشرتها بولندا بقيادة الولايات المتحدة في الغالب) إلى استونيا.

## معرض صور

## وصلات خارجية
- الموقع الرسمي لحلف الناتو